# Forces armées irakiennes
Les forces armées irakiennes sont les forces armées de l'Irak. Celles-ci participent à plusieurs conflits de haute intensité et insurrections à partir de l'indépendance de ce pays, sont dissoutes le 23 mai 2003 par Paul Bremer, à la suite de l'invasion américaine de l'Irak — ce qui sera considéré par la suite comme l'une des plus graves décisions de ce dernier — puis progressivement recréées, sur des bases entièrement nouvelles, par les forces de la coalition militaire en Irak.
Avec son effectif de 260 000 militaires au 1er janvier 2009, elles sont une des composantes des forces de sécurité de ce pays qui comprend en outre la police nationale, les polices locales et des milices d'autodéfense (80 000 personnes dans ces dernières en février 2008, 92 000 au début d'avril 2008) et elles soutiennent actuellement les forces de la coalition militaire en Irak. Au début de 2012, les forces de sécurité emploient 900 000 personnes, dont 271 400 militaires et 650 000 dépendant du ministère de l'Intérieur, et leur budget global s'élève en 2012 à 14,6 milliards de dollars, soit 15 % des dépenses de l’État.
Le budget de la défense pour 2008 est de 8 milliards de dollars américains et pour 2009, le budget de la défense irakienne est, selon le SIPRI, de 3,814 milliards de $.

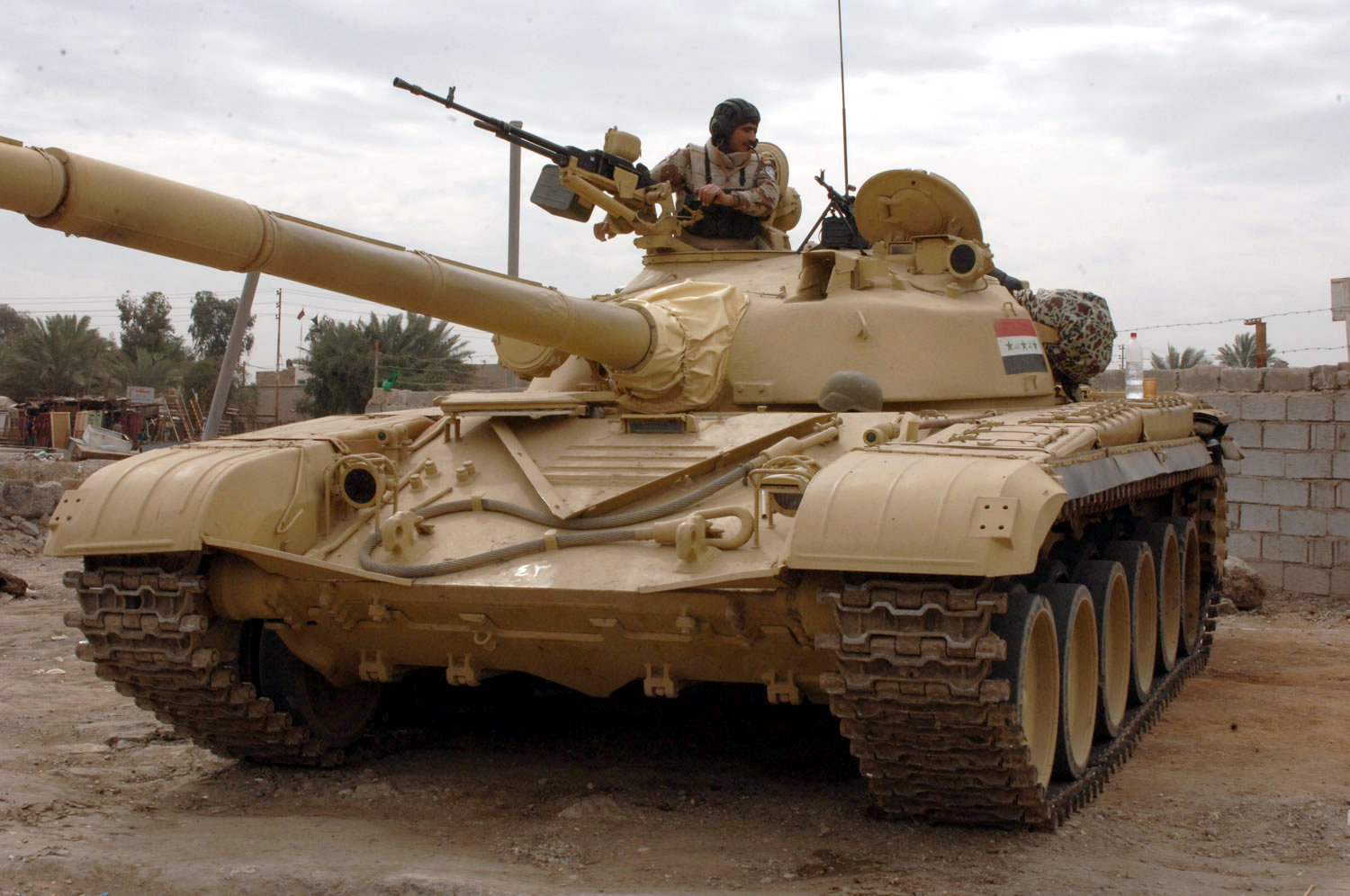
T-72 de la nouvelle armée irakienne en 2006. 77 de ces engins ont été donnés par la Hongrie après remise à niveau en 2005

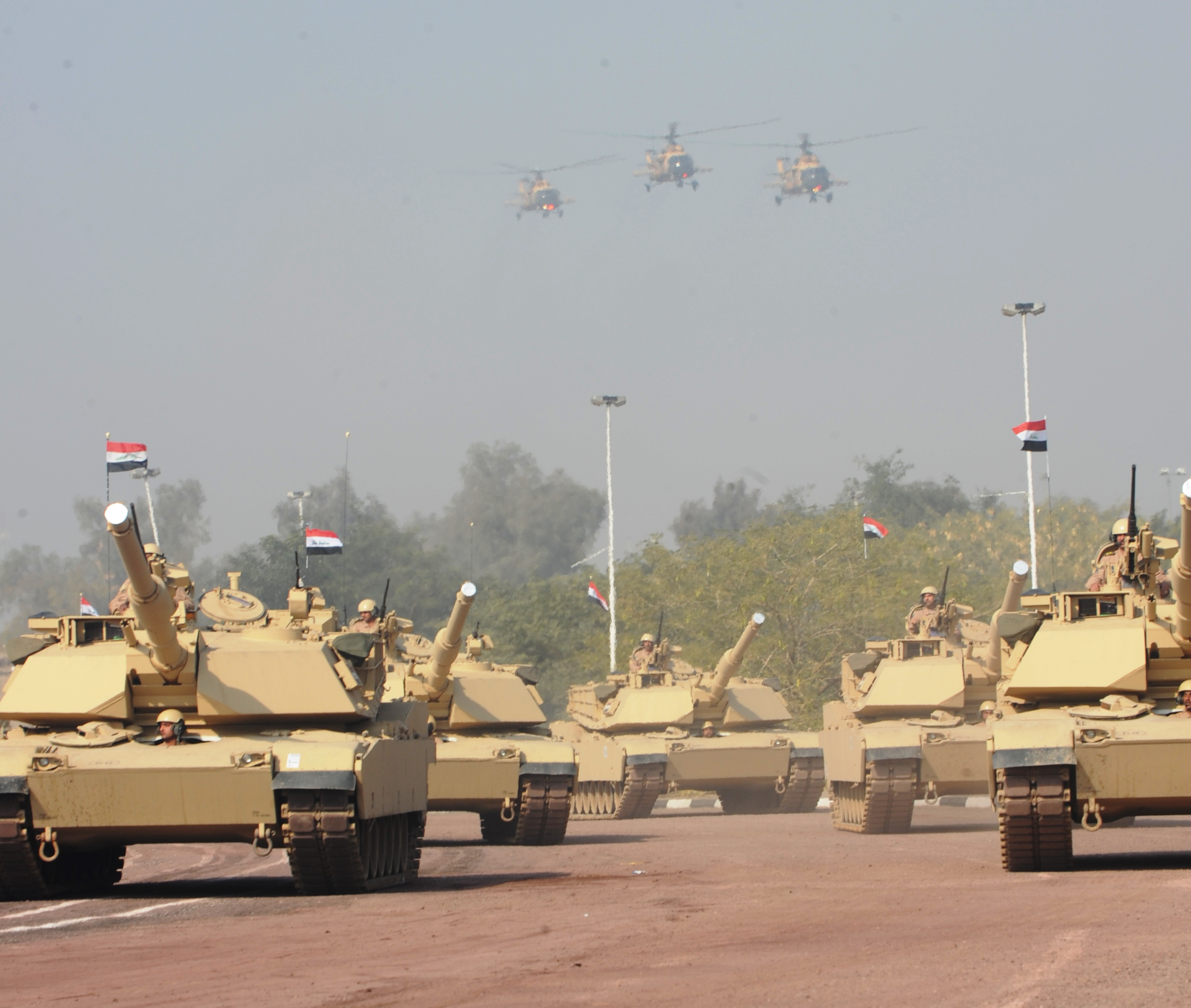
M1A1M Abrams en service en Irak lors d'un défilé en janvier 2011.

## Historique

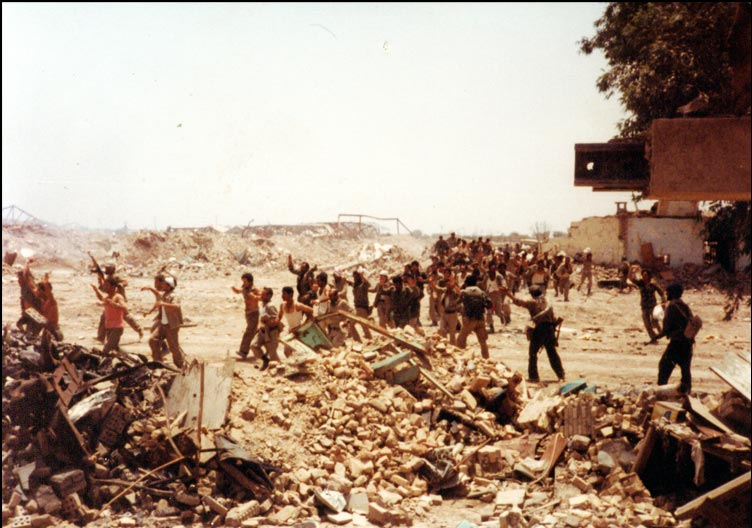
Scène de capture de soldats irakiens par les Iraniens après la reprise de Khorramshahr en 1982.

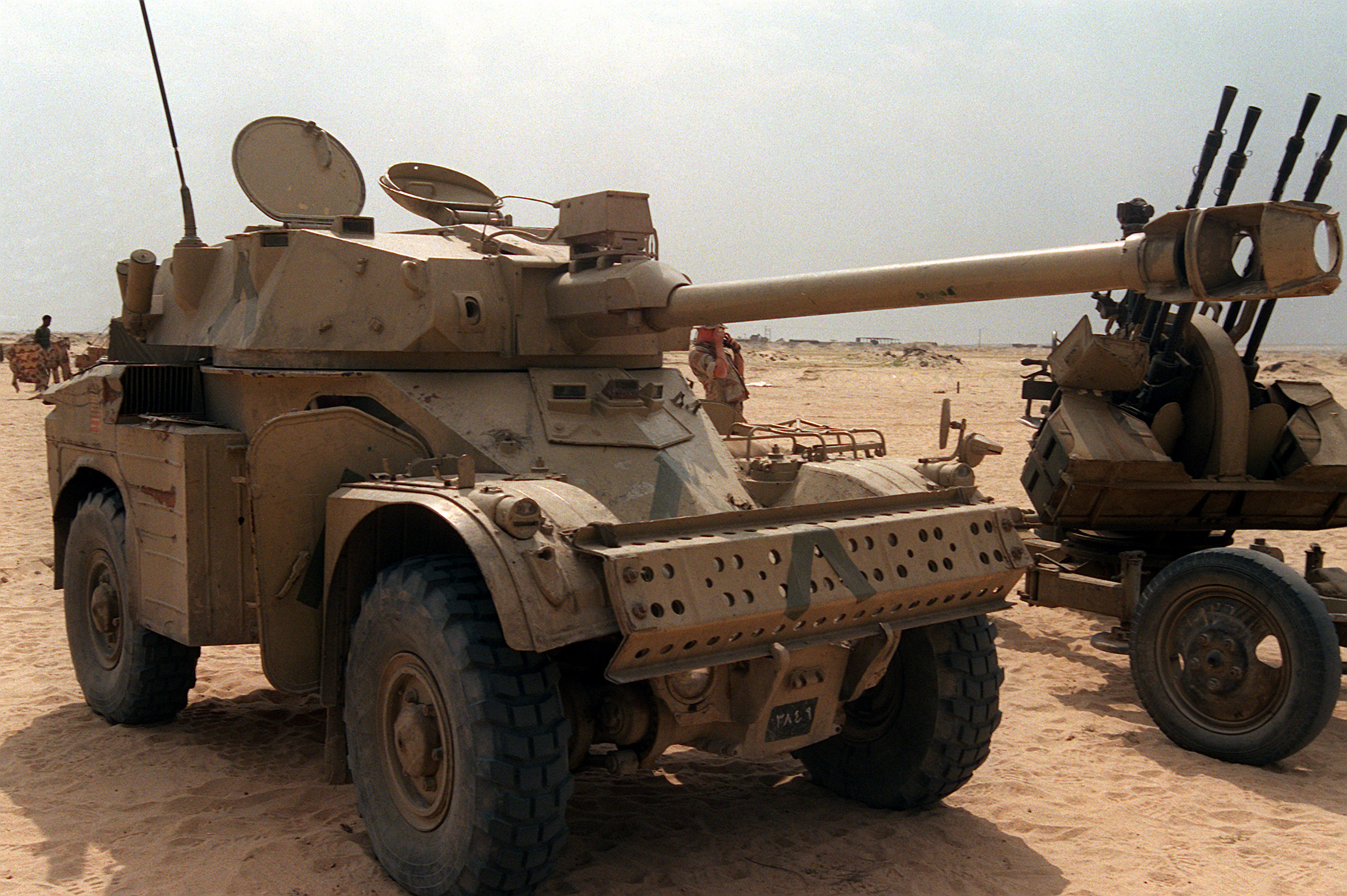
AML-90 irakien capturé en 1991.

L'armée de terre de ce qui est alors le Royaume d'Irak est officiellement mise en place le 21 juin 1921, lorsqu'est formé le premier bataillon de volontaires. Elle est destinée à remplacer progressivement l'armée britannique qui rentre au pays. À la fin de 1922, les forces irakiennes comptent 4 000 volontaires répartis en trois bataillons, stationnés à Mossoul, Bagdad et Hilla.
L'armée continue progressivement à croître. À la fin de l'année 1929, elle compte dans ses rangs 10 446 hommes, dont 582 officiers. En 1934 est instaurée la conscription militaire et en 1941, les effectifs des forces armées irakiennes s'élevaient à environ 41 000 hommes. Après la Seconde Guerre mondiale, la réduction des effectifs ramène ce chiffre à 20 000, en comptant les unités de la Gendarmerie.
Une série de coups d'État, entre 1939 et 1968, dont celui de 1958 créant une république, a pour conséquence la division et la réorganisation des forces armées irakiennes entre plusieurs factions politiques. Cependant, après la prise de pouvoir par le parti Baas en 1968, un contrôle unique de l'armée est reformé et renforcé.
L'armée irakienne a été à l'origine formée sur le modèle britannique. Mais l'influence grandissante de l'Union soviétique, combinée à l'expérience acquise pendant la guerre Iran-Irak (1980-1988), modifie profondément ce modèle et les doctrines d'emploi.
Pendant la fin des années 1970 et la première moitié de la décennie suivante, les forces armées irakiennes connaissent plusieurs bouleversements majeurs, et ce à tous les niveaux, dans les effectifs, les structures, l'approvisionnement, la hiérarchie, mais surtout dans le caractère politique.
Entre 1980 et 1990, Saddam Hussein fait passer les effectifs de l'armée de terre de 180 000 à environ un million d'hommes.
En 1987, en tenant compte des réservistes et des unités paramilitaires, l'Armée irakienne compte 1,7 million d'hommes, sept corps d'armées, trente divisions d'infanterie, cinq divisions blindées et trois divisions mécanisées. En août 1990, elle atteint un maximum avec cinquante divisions, dont 34 d'infanterie et 7 blindées. Elle est alors, en termes d'effectifs, la quatrième puissance militaire du monde, après la Chine, l'Union soviétique et les États-Unis.
Conséquence du conflit contre l'Iran, le régime baasiste irakien est devenu le plus important marché d'armes et d'équipements militaires du monde. En plus des fournitures massives d'armes en provenance d'Union soviétique et de France, Saddam Hussein achète à la Yougoslavie, l'Allemagne fédérale, l'Italie, la Chine, le Brésil, la Pologne, la Tchécoslovaquie et l'Égypte. Il développe également des systèmes d'armes conventionnels tels le système d'artillerie autopropulsé Al Faw et un programme d'armes de destruction massive. Israël, lors de l'opération Opéra, ralentit le programme nucléaire.
Le Arms Control and Disarmament Agency (en) (ACDA), estime en 1987 que l'Irak a acheté pour un montant total de 24 milliards de dollars américains de matériel militaire, pour la seule période allant de 1981 à 1985.
Après sa désastreuse guerre du Golfe de 1991, l'armée irakienne réduit drastiquement le nombre de divisions d'active. Elle passe de 5 divisions blindées, 3 divisions mécanisées et 20 divisions d'infanterie, en avril 1991, à 3 divisions blindées, 3 divisions mécanisées et 11 divisions d'infanterie, à la fin de la même année.
Au déclenchement de l'invasion par les forces armées des États-Unis et celle de leurs alliés le 19 mars 2003 lors de l'opération Liberté irakienne, l'armée irakienne comptait 4 brigades de la Garde spéciale républicaine (3 brigades d'infanterie (légère) et 1 brigade blindée en combat rapproché, chacune militairement équivalente à un régiment de la Coalition), 6 divisions de la Garde républicaine (3 divisions blindées en combat rapproché, 1 division mécanisée en combat rapproché et 2 divisions d'infanterie motorisée, chacune militairement équivalente à une brigade de même nature de la Coalition), et l'armée régulière irakienne comptaient, elle, 17 divisions (3 divisions blindées en combat rapproché, 3 divisions mécanisées en combat rapproché, et 11 divisions d'infanterie (légère), chacune militairement équivalente à un régiment de même nature de la Coalition), le tout d'un volume total théorique de 400 000 hommes, en réalité très probablement inférieur à 300 000 hommes. L'armée régulière irakienne est, contrairement aux espoirs de la coalition, combattive dans les rares occasions où elle a à affronter des forces étrangères.

### Les gardes républicaines
La Garde républicaine spéciale (en) (GRS) (Special Forces Brigade of the Presidential Palace) était plus une unité paramilitaire qu'une véritable force de combat, responsable de la protection rapprochée de Saddam Hussein, de la sécurité du Palais présidentiel en particulier, et plus largement de celle de Bagdad. Elle était également engagée dans la répression des coups d'État et des rébellions.
La GRS était la seule unité militaire autorisée à circuler dans la capitale. Appelée également la « division dorée », elle regroupait quatre brigades (dont une blindée), un commandement de la défense aérienne (AD-Com) et un commandement de deux régiments de chars T-72 (TK-Com) qui lui étaient propre.
Cette unité d'élite a été fondée au début de 1992 par Saddam Hussein. Bien que son nom entraîne parfois une certaine confusion avec la Garde républicaine, c'était une force totalement distincte et autonome, avec des fonctions très différentes.
En 2002, les effectifs de la GSR étaient estimées à 12 000 hommes et 14 bataillons. Chacune des brigades comprenant en général 2 500 hommes
La garde républicaine (GR) est une formation d'élite. Elle rassemble les meilleures unités de l'Armée de terre irakienne, ayant reçu un meilleur entrainement et disposant d'un matériel de meilleure qualité que le reste de l'armée régulière.
Cette organisation était initialement destinée à la protection du régime baasiste. Elle a été créée au début de la guerre Iran-Irak et s'est considérablement renforcée pendant les deux dernières années du conflit (1986-1988) et représentant alors 20 % des effectifs de l'armée de terre.
- corps GR Nord « Allah Akbar » [Al Rachid et Tikrit] :
- 7e division mécanisée « Adnan »[13] [Mosoul],
- 5e division d'infanterie motorisée « Nabuchodonosor »[14] [Jabal Maglub/Magloob].

- corps GR Sud « Al Fateh Al Mubin » [Al Hafriah/Hafreia] :
- division blindée « Al Nida »[15],[16] [Abi Saidah, Baaquba],
- 2e division blindée « Hammurabi »[17] [Al Rachid et Al Taji],
- 1re division blindée « Al Medina »[18] [Al Wihdah/Wahda, Al-Suwaira],
- 6e division d'infanterie motorisée « Baghdad »[19] [Karbala, Al Khut][20].

### Ordre de bataille sous le régime baasiste

#### Armée de terre irakienne en 1980
À l'ouverture des hostilités contre l'Iran et les combats contre l'armée iranienne et les milices du pays, l'armée irakienne était équipé d'armes essentiellement soviétiques et suivait les doctrines de l'armée soviétique.

##### 1ercorps d'armée (secteur entre Rawanduz etMarivan)
- 7e Division d'Infanterie (QG Souleimaniye, Irak)
- 11e Division d'Infanterie (QG Suleimaniyeh, Irak) (-) (113e Brigade d'Infanterie)

##### 2ecorps d'armée (secteur entreQasr-e Chirin,Ilamet Mehran, blindés déployés entre Mehran etDezful
- 6e Division blindée (QG Bakouba, Irak) 300 (T-62) (BMP-1)
- 9e Division blindée (QG Baqubah, Irak) 300 (T-62) (BMP-1)
- 10e Division blindée (QG Baqubah, Irak) 300 (T-62) (BMP-1)
- 2e Division d'Infanterie (QG Kirkouk, Irak)
- 4e Division d'Infanterie (QG Mossoul, Irak)
- 6e Division d'Infanterie (QG Baqubah, Irak)
- 8e Division d'Infanterie (QG Erbil, Irak)

##### 3ecorps d'armée (QG al-Qurnah, Irak, secteur entre Dezful etAbadan)
- 3e Division blindée (QG Tikrit, Irak) 300 (T-62) (BMP-1)
- 10e Division blindée (QG Bagdad, Irak) 300 (T-62) (BMP-1)
- 12e Division blindée (QG Dahuk, Irak) 300 (T-62) (BMP-1) (en réserve)
- 1re Division mécanisée (QG Divaniyeh, Irak) 200 (T-55) (Véhicule de transport de troupes OT-64/BTR-50 tchèque)
- 5e Division mécanisée (QG Bassorah, Irak) 200 (T-55) (OT-64 APC/BTR-50 APC tchèque)
- 31e Brigade des forces spéciales indépendantes (-) (2 bataillons) (l'un rattaché à la 5e division mécanisée, l'autre à la 3e division blindée.
- 33e Brigade des forces spéciales indépendantes
- 10e Brigade blindée indépendante (T-72) (BMP-1)
- 12e Brigade blindée indépendante (T-72) (BMP-1)
- 113e Brigade d'infanterie (détachement de la 11e division d'infanterie)

#### Armée de terre en 2003
Dans les jours précédant l'invasion de 2003, l'armée de terre comprenait environ 300 000 militaires, organisé en 5 corps d'armée comprenant 11 divisions d'infanterie, 3 divisions mécanisées et 3 divisions blindées.

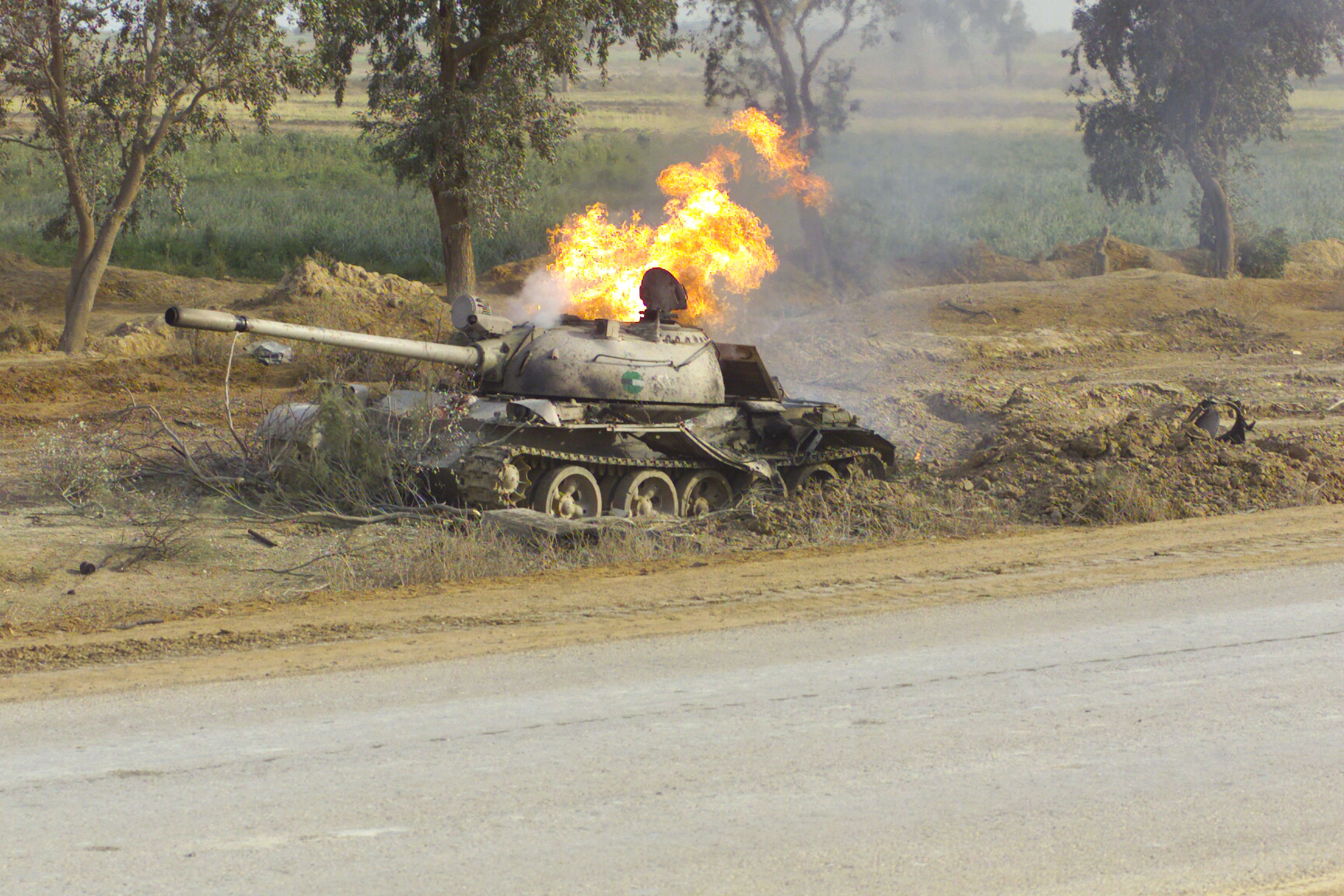
Char Type 69 irakien en flammes, 2 avril 2003.
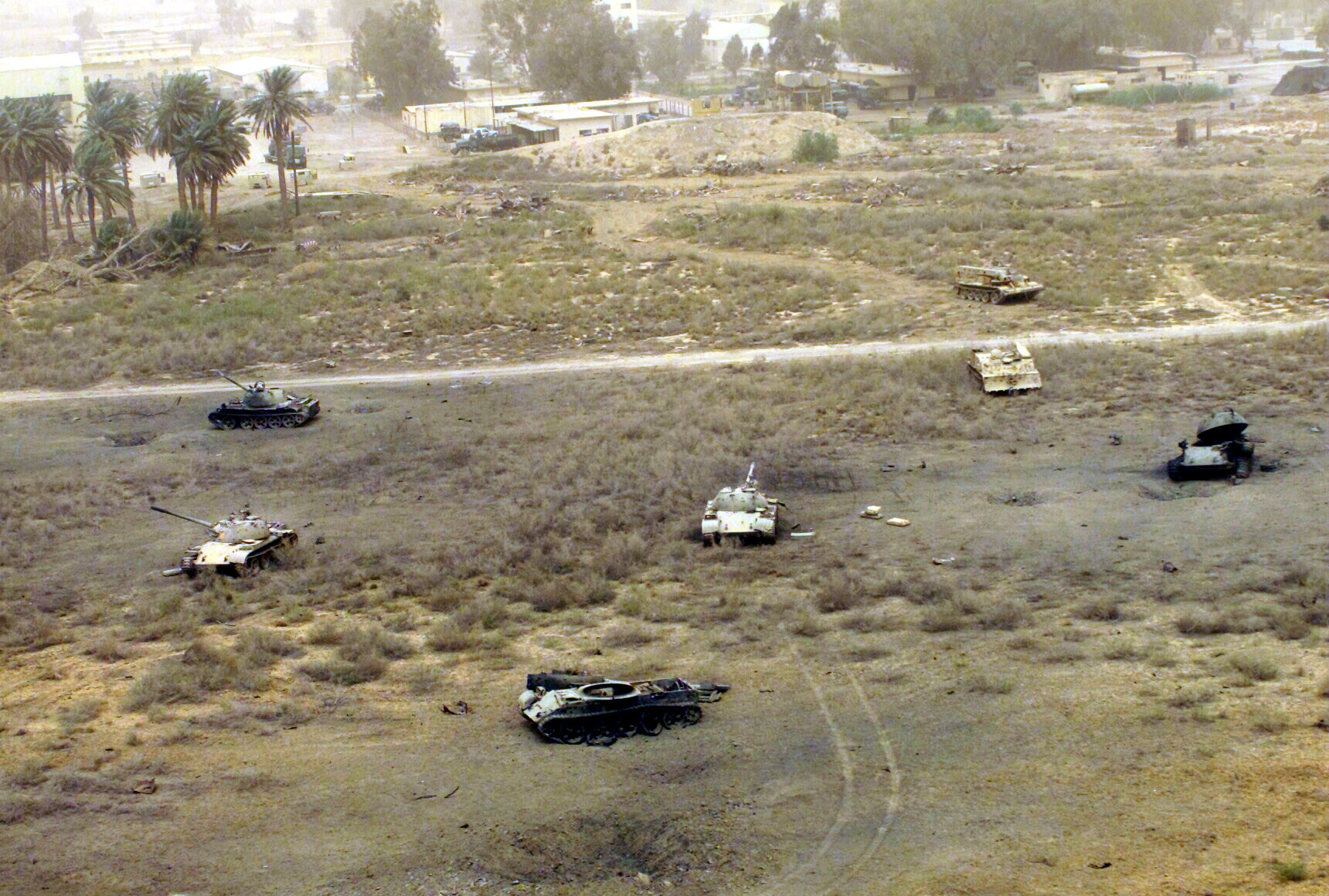
Plusieurs T-54, Type 59 ou Type 69 détruits en 2003 près de Diwaniyah.
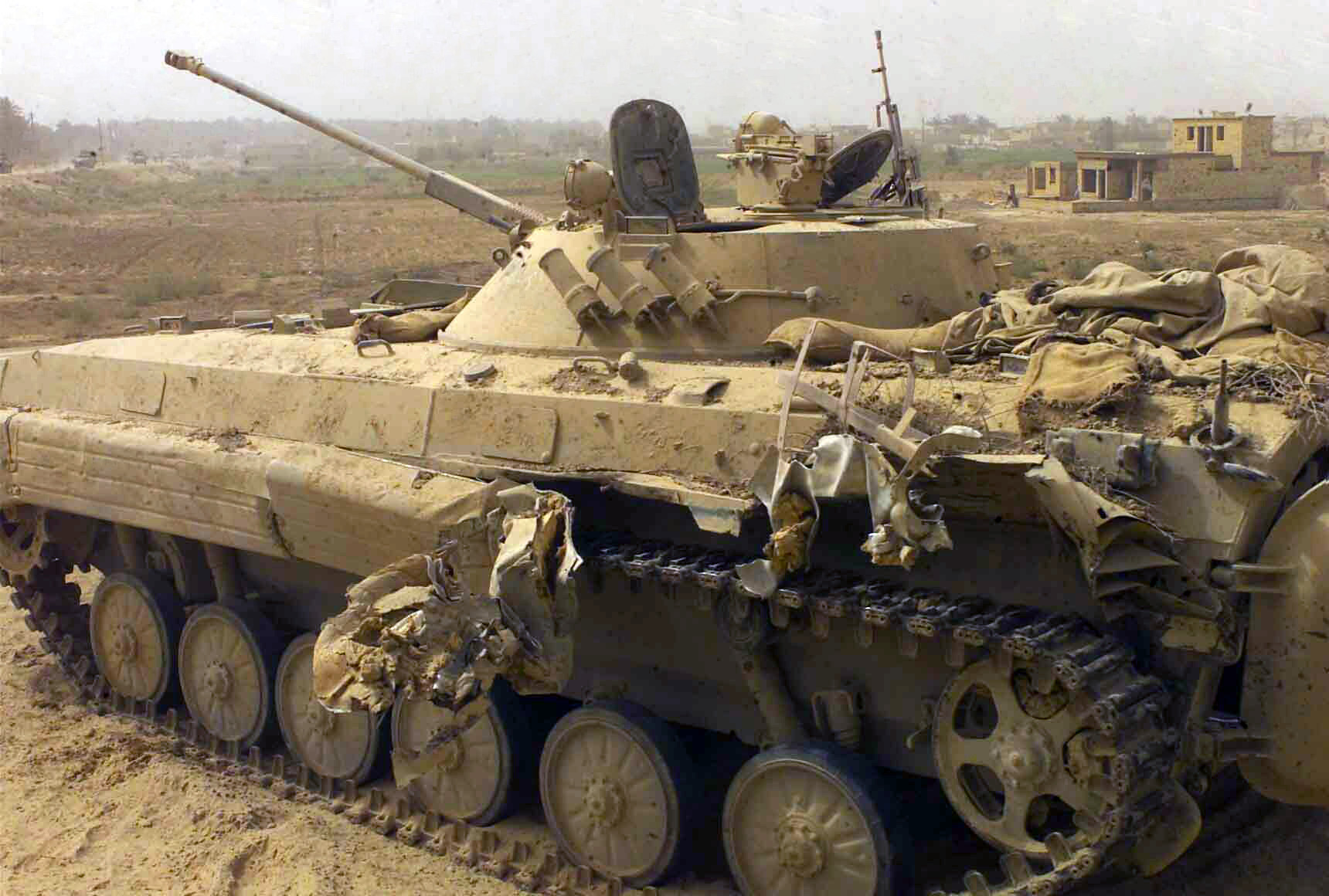
BMP-2 irakien détruit pendant l'offensive.
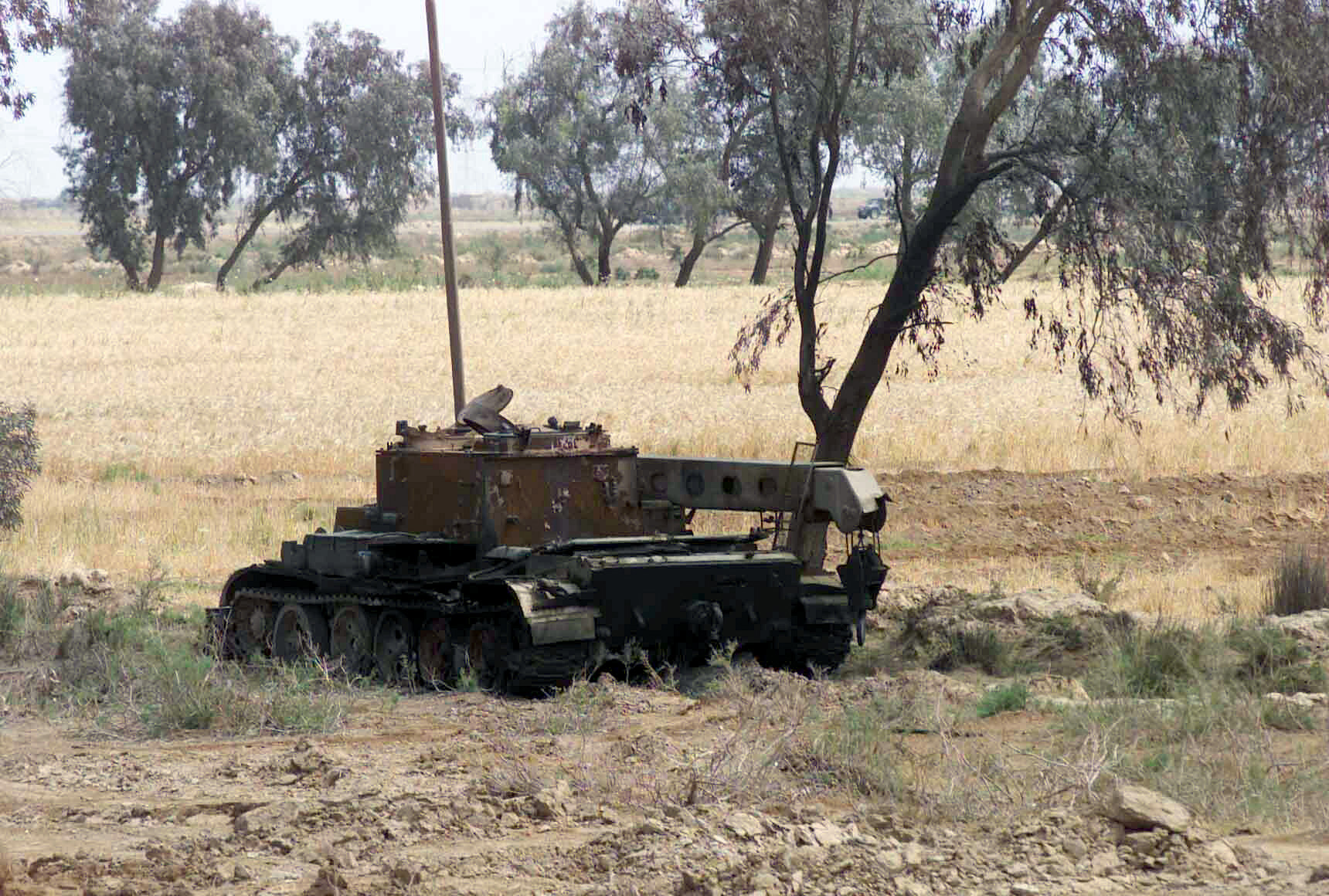
Engin d'assistance blindé détruit.
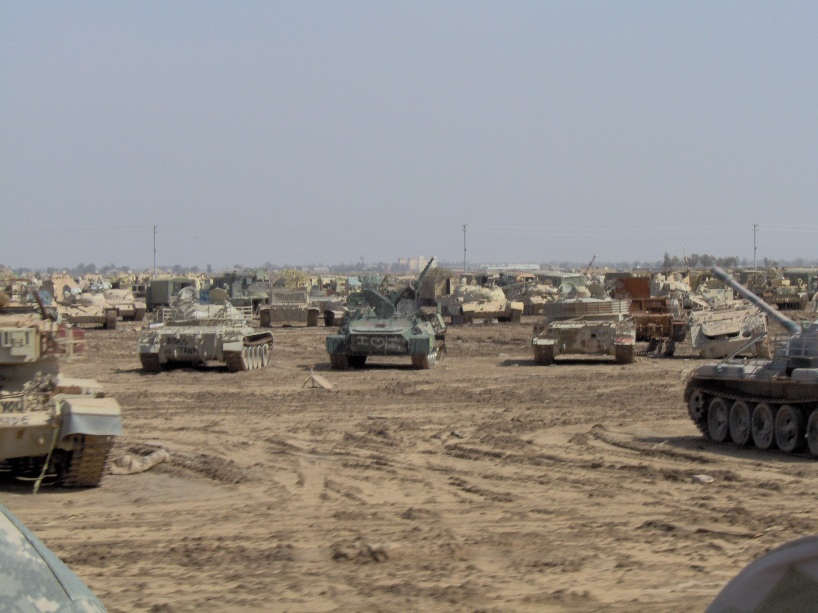
Quelques-uns des centaines de blindés irakiens, hors d'état de combattre faute de pièces de rechange, dans le camp militaire de Taji (en).
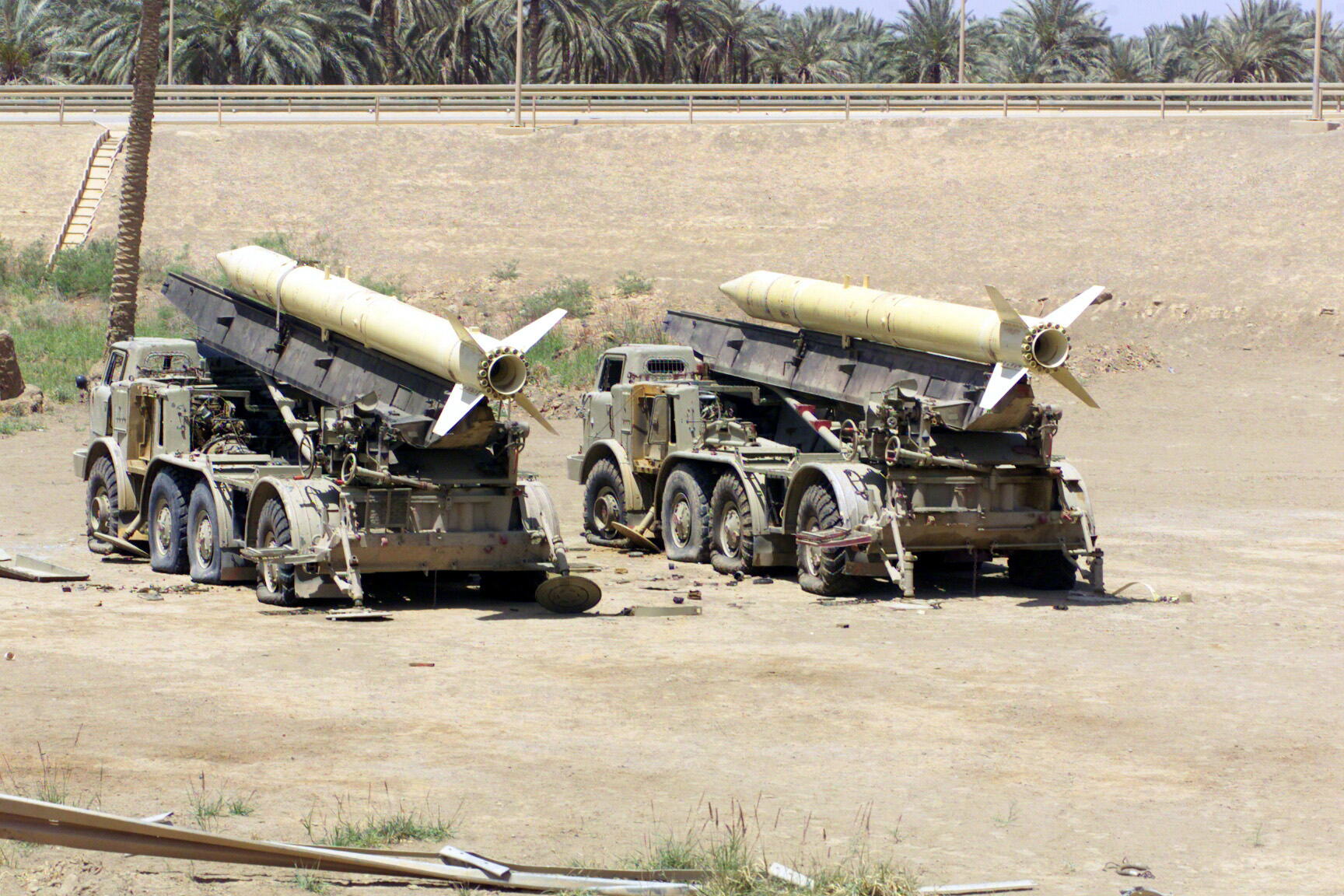
Deux lance-missiles tactiques SRBM "sol-sol" Laith-90, dérivé irakien du FROG-7[21] soviétique, de 90 km de portée, mis en œuvre par la Garde Républicaine, capturés en 2003.

## Ministres de la Défense depuis 2003

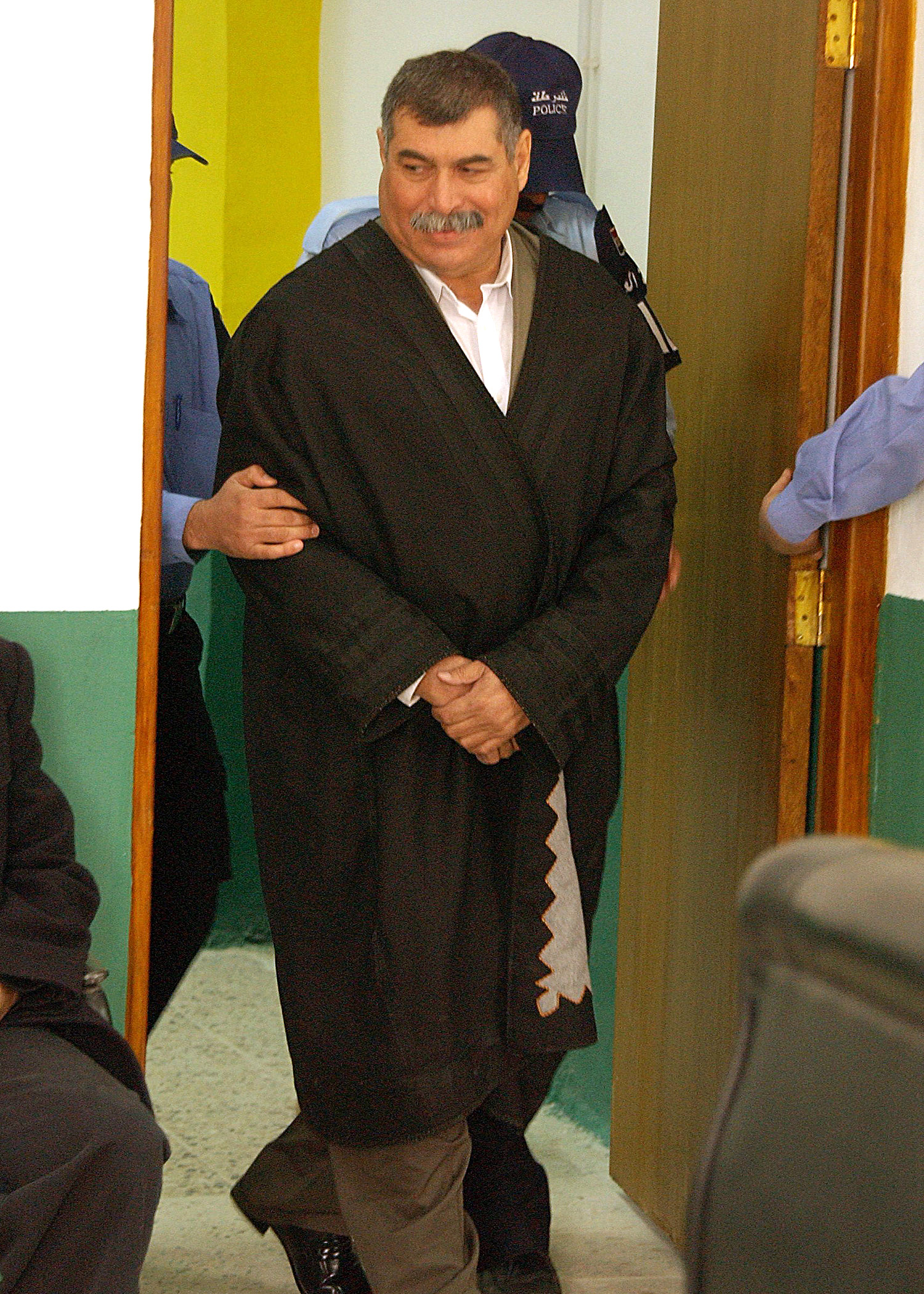
(1944-) à Bagdad en décembre 2004. Il fut ministre de la Défense de 1995 à 2003 (succédant à Ali Hassan al-Majid) sous le régime de Saddam Hussein.

Le ministère de la Défense (وزارة الدفاع العراقية) est une agence gouvernementale irakienne ayant sous sa responsabilité l'ensemble des forces armées.
- Ali Allawi (en) (avril-juin 2004)
- Hazim al-Shaalan (en) (juin 2004-juin 2005)
- Saadoun al-Dulaimi (en) (juin 2005-mars 2006)
- Qadir Obeidi (en) (mars 2006-décembre 2010)
- Nouri al-Maliki (décembre 2010-août 2011)
- Saadoun al-Dulaimi (août 2011-octobre 2014)
- Khaled al-Obaidi (octobre 2014-août 2016)

## Forces armées irakiennes depuis 2003

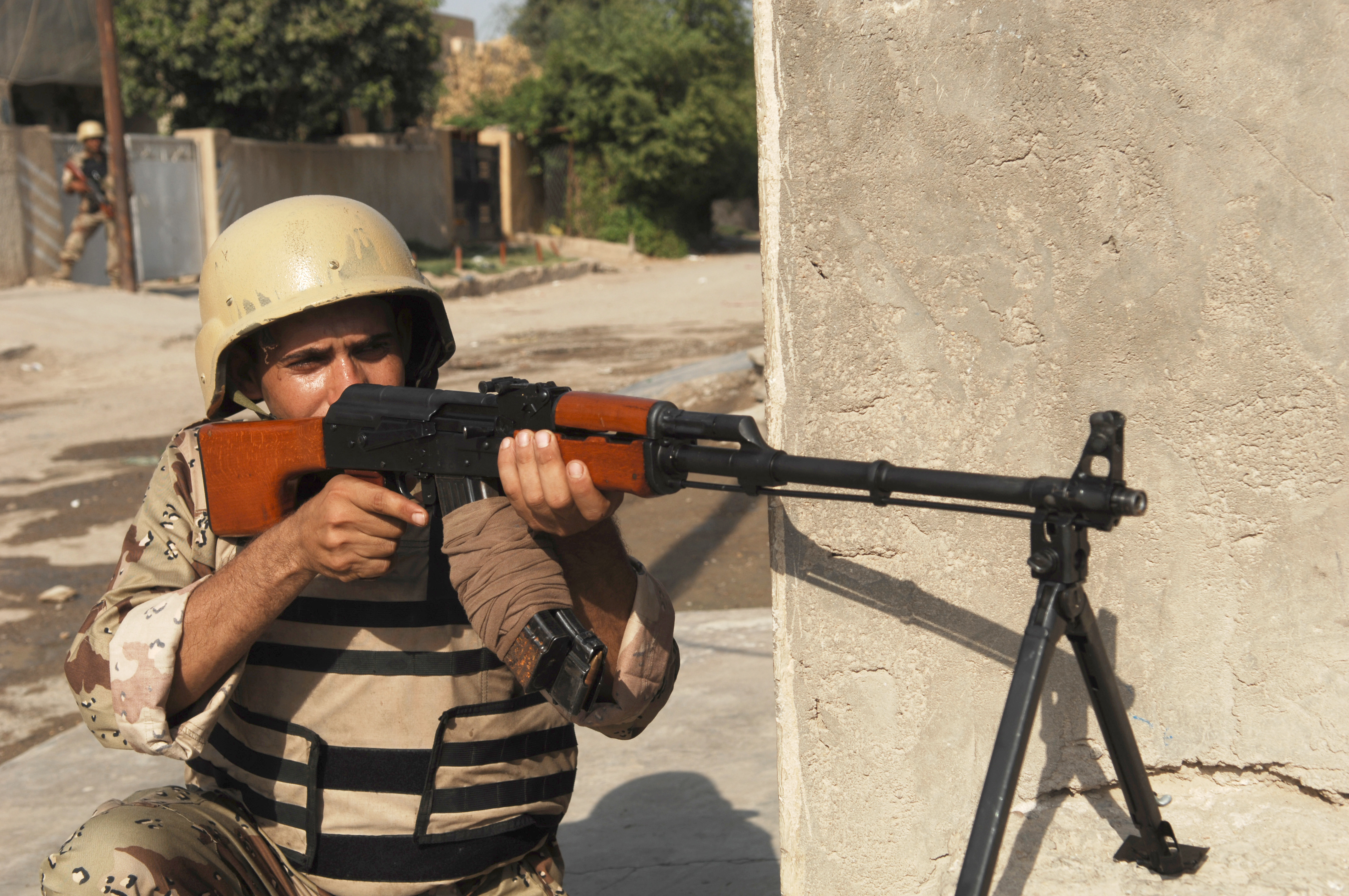
Militaires en patrouille en 2007

L’appellation courante aujourd’hui utilisée est Forces de sécurité irakiennes (FSI). Les FSI sont constituées de l’Armée irakienne, qui dépend du Ministère de la défense, et des forces qui dépendent du Ministère de l’intérieur. Celui-ci coordonne l’action de la Police irakienne, des unités chargées de la protection des dirigeants et du Département des Gardes-frontières. La Police est organisée au niveau national ; la Police nationale est une force paramilitaire dont le rôle est de combattre l'insurrection ; elle dépend alors directement du ministère mais, au niveau local, elle dépend alors des autorités locales.
Selon des chiffres officiels, 225 militaires irakiens ont péri dans les violences en 2009 et 429 en 2010.
L’Armée irakienne, sous l’autorité du Ministère de la défense, est organisée de la façon suivante :
- une Force aérienne (limitée)
- une Marine militaire (limitée)
- un Corps du génie
- un Commandement du support
- un Commandement de l’entraînement et de la doctrine
- un Commandement des forces terrestres

### Historique de la reconstruction
Après la dissolution de l'ancienne armée ordonnée par Paul Bremer le 23 mai 2003, les États-Unis et le nouveau gouvernement irakien s'emploie à former de nouvelles forces armées avec l'aide d'autres nations. Avec comme chef d'état-major depuis avril 2004 le général kurde Babaker Shawkat B. Zebari (en), elle lutte contre les divers mouvements armés engagé dans la guerre d'Irak.
Cependant, en 2003, l'administration américaine n'a pas réellement de plan pour reconstruire l'armée irakienne. D'ailleurs ce n'est pas vraiment la priorité, on pense que la situation sera contrôlée par des forces de police recrutées localement. L'Autorité provisoire de la coalition fait appel à la société militaire privée Vinnell (en) pour former et entraîner une Nouvelle armée irakienne de 44 000 hommes. Celle-ci, forte de trois divisions, aurait pour mission de protéger l'Irak des menaces extérieures. En outre, pour assurer la sécurité intérieure, un Corps irakien de défense civile - qui deviendra la Garde nationale irakienne lors du rétablissement de la souveraineté nationale - est recruté localement et placé, elle aussi, sous le commandement des unités de la coalition.
Mais la situation en Irak est plus difficile que prévu, et lors de la bataille de Falloujah en avril 2004, les deux bataillons de la nouvelle armée irakienne - qui devait au départ protéger l'Irak des menaces extérieures - refusent de se battre contre d'autres Irakiens et « s'évanouissent » au premier accrochage. La coalition prend alors des mesures pour réorganiser les Forces de sécurité irakiennes (FSI) et c'est à ce moment-là que le général David Petraeus prend le commandement du MNSTC-I (Multi-National Security Transition Command - Iraq), le Commandement multinational pour la transition de la sécurité en Irak, dont la tâche est de former, entraîner, conseiller et équiper les FSI.
À la suite d'un certain nombre de problèmes concernant l'engagement des Forces irakiennes (Nouvelle armée irakienne et Garde nationale, qui n'étaient pas au départ prévues pour combattre la guérilla irakienne) la décision est prise de les réorganiser en une force objective de contre-insurrection. La Garde nationale, dont les unités étaient au départ prévues pour opérer uniquement dans leurs régions d'origine, est dissoute en janvier 2005.
La nouvelle armée irakienne (qui devait comprendre au départ 3 divisions) a servi de base aux 1re (est de la province d'Al-Anbar), 3e (Ninive) et 5e (Diyala) divisions, ainsi qu'a la 9e (Nord de Bagdad) division mécanisée ; ces divisions sont multiethniques et multiconfessionnelles et composées de soldats qui déclarent vouloir se battre pour l'Irak et adhérer à la vision d'un Irak fédéral et multiethnique.
En 2008, l'Armée irakienne est standardisée sur un format de 16 divisions à 4 brigades de 3 bataillons de combat plus des Forces d'opérations spéciales dont les effectifs sont l’équivalent d’une division supplémentaire.
Les divisions ont une implantation régionale, chacune étant responsable d'un secteur donné ; cependant le recrutement est maintenant standardisé au niveau national ; plusieurs écoles et centre d'entraînement forment les soldats et les officiers, qui sont ensuite affectés dans les unités à travers tout le pays.
La 1re division renommée Force de réaction rapide en 2008 a été créée à partir de la Force d'intervention irakienne, qui s'appelait à l'origine Force d'action nationale irakienne ; ses unités sont donc composées de soldats qui sont prêts à aller partout en Irak. C'est ce qui explique que l'unité, actuellement stationnée à Falloujah, région sunnite, et bien que composée dans sa grande majorité de soldats chiites ou kurdes, se soit bien adaptée et serait acceptée par la population. Elle est aujourd’hui composée de 3 brigades, la 4e ayant rejoint la nouvelle 11e division. Mais une nouvelle 4e brigade doit être formée au début de 2009. Elle est en première ligne lors de la bataille de Mossoul et est parfois surnommée Golden Division dans les médias, et de temps en temps Dirty Division car elle serait chargée de certaines missions moins avouables.
La 3e division, qui fait face à la Syrie et compte encore seulement 3 brigades (la 4e est prévue mi-2008), est en train de devenir une bonne unité, qui servira probablement de base à de futures expansions. La 5e division (elle a aussi 3 brigades, la 4e sera formée au début de 2008) est déployée dans la région difficile de Diyala ; c'est la région entre Bagdad et la frontière iranienne, une zone où certains éléments insurgés (Les Sunnites baasistes, les Sunnites salafistes et les chiites de l'Armée du Mahdi soutenant Moqtada Al-Sadr, sans oublier quelques groupuscules qui se situeraient dans la mouvance Al-Qaïda) disposent du soutien direct de l'Iran et de ses forces spéciales (Force Qods) et qui, pour les insurgés et les Iraniens, ne doit surtout pas être contrôlée par les FSI. Les régions de Diyala, Salah ad-Din, Kirkouk et du sud-est de Bagdad font l'objet de nombreuses opérations des FSI et de la Coalition, dans le but de démanteler les réseaux et d'interrompre le soutien iranien. La 9e division, qui est en train de devenir blindée, a toujours eu un recrutement national et multiconfessionnel ; elle fait partie des unités modèles, et ses brigades sont déployées à Bagdad et à Bassora.
Les autres divisions ont elles été créées à partir de la Garde nationale ; elles ont donc un caractère local plus marqué, et ont parfois des liens avec les groupes qui souhaitent la partition de l'Irak. Les plus anciennes unités constituées ont le plus de mal à se fondre dans le moule d'une armée nationale, multiethnique et pluriconfessionnelle, qui voudrait défendre l'Irak et l'ensemble de sa population. Mais les jeunes officiers qui sortent des écoles militaires, et les nouvelles brigades qui sont créées ex nihilo, apporteraient avec eux l'esprit d'une nouvelle armée irakienne au service de la nation.
La 2e division, qui compte 4 brigades à 4 bataillons chacune, bien qu'elle soit une unité très expérimentée sur le plan militaire (puisque composée d'anciens Peshmergas qui ont une grande expérience des combats), présente certaines caractéristiques décrite ci-dessus. Elle est composée des unités de l'ancienne Garde nationale des provinces de Dahuk et Abril, des unités quasi exclusivement kurdes et très marquées au niveau identitaire. Les unités appartenant à cette division et qui ont été déployées à Bagdad ou dans d'autres régions en 2004 ou 2005 avaient rencontré quelques problèmes avec les populations locales. Cependant ces problèmes identitaires s'effaceraient au fur et à mesure que des nouvelles recrues et des nouveaux officiers viennent compléter les effectifs.
La 4e division (4 brigades à effectif complet), qui couvre les provinces de Salah ad-Din, Kirkuk et As-Sulaymaniya et qui a été formé avec les unités de la Garde nationale de ces provinces est, elle, plus multiculturelle, et sert d'ailleurs de base à la formation de la nouvelle 12e division. Les deux unités vont recevoir des chars M60 et des M113 américains ; elles constitueront l'embryon d'un groupement mécanisé qui fera face à l'Iran. Mais cela ne sera réalisé qu'en 2009.
En 2008, 8 000 exemplaires de ces véhicules appartenant aux forces armées des États-Unis sont en cours de donation aux forces de sécurité irakiennes. À Bagdad, la 6e division a absorbé les différentes unités de la Garde nationale formées dans la capitale. C'est pourquoi elle avait des effectifs plus importants que les autres divisions (au départ 5 brigades à 5 bataillons), mais c'est aussi pourquoi certaines de ses unités étaient sujettes à caution. Une de ses cinq brigades a servi de base à la nouvelle 11e division, et les problèmes de loyauté de la 6e division semblent maintenant résolus. Il est même question de transformer cette unité en unité d'élite type commando ; plusieurs de ses brigades ont déjà été entraînées aux techniques d'assaut aérien avec les hélicoptères de l'armée américaine et aux techniques avancées de combat d'infanterie. La nouvelle 11e division est en train d'être formée à partir d'une brigade de la 6e division et d'une autre de la 1re division ; ses deux autres brigades sont mises sur pied, formées et entraînées au centre d'entraînement de Besmaya (en) (banlieue de Bagdad) avec de nouvelles recrues, des officiers qui sortent des écoles et des équipements et armements américains ; on peut noter que ces soldats reçoivent des M-16.
À l'ouest, la 7e division (4 brigades) a été formé par le United States Marine Corps à partir des unités de la Garde national d'Al-Anbar. Cependant, comme ces unités sunnites n'avaient qu'une valeur militaire très limitée, la division a quasiment été formée seulement avec de jeunes nouvelles recrues non sunnites venues s'engager dans la nouvelle armée. C'est aujourd’hui l'une des meilleures unités irakiennes, elle aurait "vaincu" les insurgés sunnites dans la province d'Al-Anbar en 2007 et en 2008 ; des unités de la 7e division opèrent au sud de Bagdad en appui des autres unités de l'armée irakienne et de la coalition.
Le sud de Bagdad, de la région désertique de la frontière avec l'Arabie saoudite jusqu'à la frontière avec l'Iran, est la région où sont déployés la 8e division irakienne, les unités polonaises et géorgiennes. La 8e division a été formée à partir des unités locales de la Garde nationale ; elle compte aujourd’hui 4 brigades ; la 3e est en fait la 1re brigade de la 10e division, auparavant déployée à Bassora et redéployé à Kut pour des problèmes d'infiltration de l'unité par les milices chiites. Ces unités sont encore peu développées (une seule division couvrent un territoire important, et les brigades ne comptent que 2 bataillons de combat), mais la coalition et les autres unités de l'Armée irakienne (notamment les 7e, 9e et 11e division) lui assurent un appui, et il est probable que de nouvelles unités irakiennes seront formées dans ce secteur.
Au Sud de l'Irak, sous responsabilité des Forces armées britanniques, l'armée irakienne était composée de la 10e division qui regroupait toutes les unités de ces régions rattaché avant à la garde nationale. Quelques problèmes au sein de ces unités ont amené la 1re brigade de la 10e division, stationné à Bassora et infiltrée par certains éléments chiites, à être déplacée et devenir la 3e brigade de la 8e division basée à Kut. Une nouvelle division mécanisée, la 14e est en cours de formation à Bassora ; elle a intégré l'ancienne 3e brigade de la 8e division, et a le soutien de la 3e brigade de la 9e division qui est déployée actuellement à Bassora. Cette nouvelle unité, formée avec les méthodes éprouvées, ne connaît pas de problèmes identifié d'infiltration par des éléments extrémistes chiites.
La constitution de la 15e division est prévue pour le sud de Bagdad, elle sera formée à partir de la 8e division (Al Kut) et de la 6e division (Bagdad).

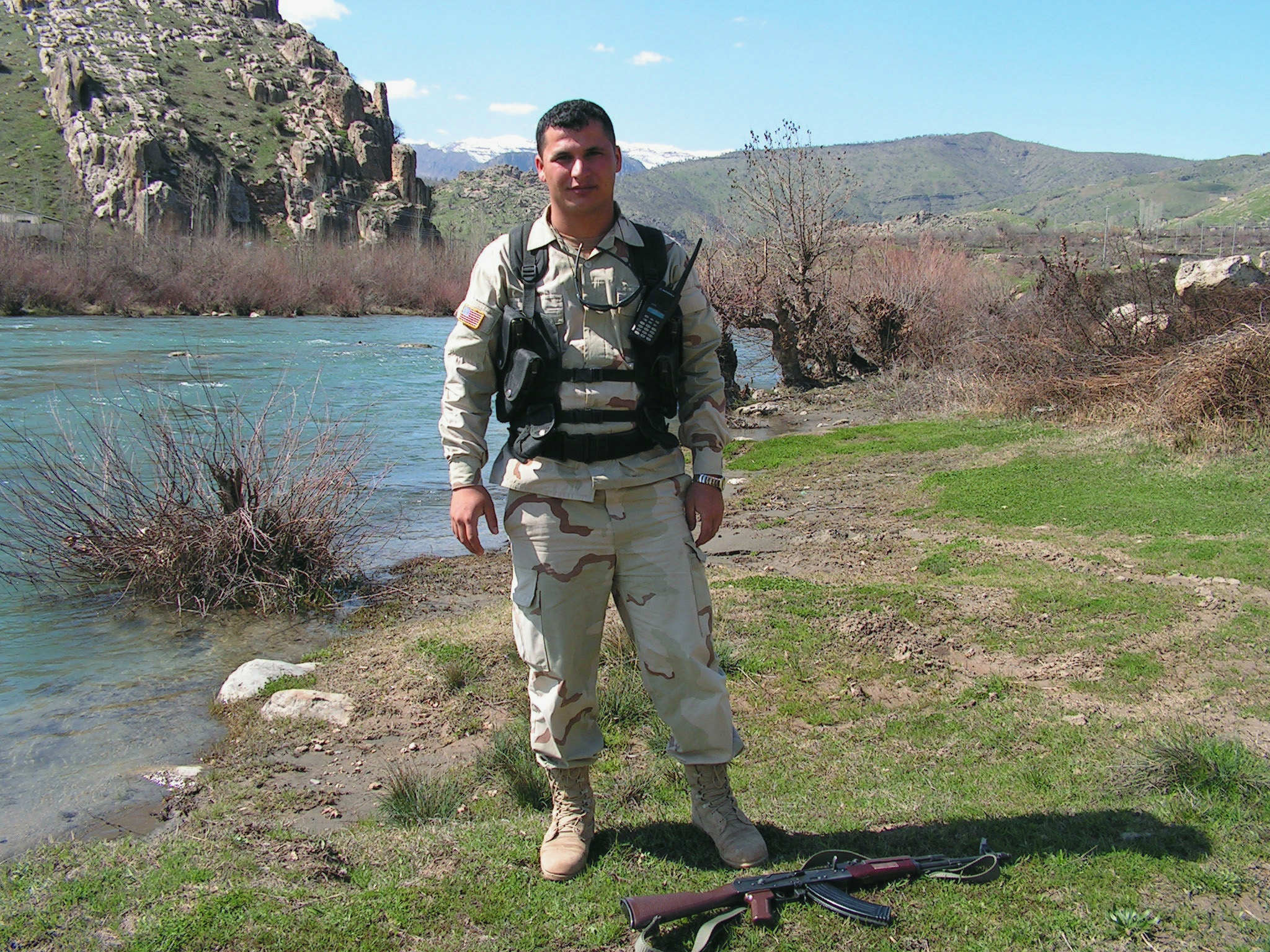
Peshmerga irakien en 2005 avec son équipement américain et son fusil d'assaut de conception soviétique.

Deux autres divisions (16e et 17e) sont en cours de formation dans la région kurde ; ce sont des divisions qui étaient rattachées au gouvernement régional kurde et qui, à la suite d’accords politiques, sont transférées au gouvernement irakien. Le gouvernement régional du Kurdistan dispose d'une force armée connue sous le nom de Gardes régionaux kurdes ou Kurdish Regional Guards, qui sont aussi appelés Peshmergas, mais ceux-ci ont alors uniquement un armement léger, et le transfert sous l'autorité irakienne devait allez de pair avec le rééquipement de ces unités.
Les effectifs en février 2006 sont de 107 000 militaires, de 165 000 militaires en août 2007 avec un objectif de 275 000 hommes.
En février 2010, 20 000 officiers qui avaient été démis de leurs fonctions après la chute du régime bassiste en 2003 seront réintégrés dans l'armée.

### Le choix d’une armée professionnelle
Le Commandement irakien de l’entraînement et de la doctrine (CIED) : le CIED est l'institution chargée de superviser la formation et l’entraînement de toutes les branches des Forces armées irakiennes, ainsi que l'élaboration d'une doctrine de la guerre. La CIED est subdivisé en un Commandement de l’entraînement tactique (qui regroupe différents centres d’entraînement et écoles à travers le pays) et une université de la défense nationale.
L’université de la défense nationale est l'institution irakienne pour la formation militaire avancée (elle regroupe actuellement quatre académies militaires de formation d’officiers, même si à terme il est prévu de les regrouper en une seule). Les dirigeants des forces armées irakiennes passent par cette éminente institution tout au long de leur carrière à mesure qu'ils progressent à travers les rangs. L'Université de la défense nationale est composé du Collège de défense nationale, du Collège d’état-major, des écoles militaires, de l’Institut linguistique de la défense et de l'Institut d'études de défense stratégique. et différentes écoles et instituts comme les langues ou l’état-major).

### Formation de l'armée irakienne

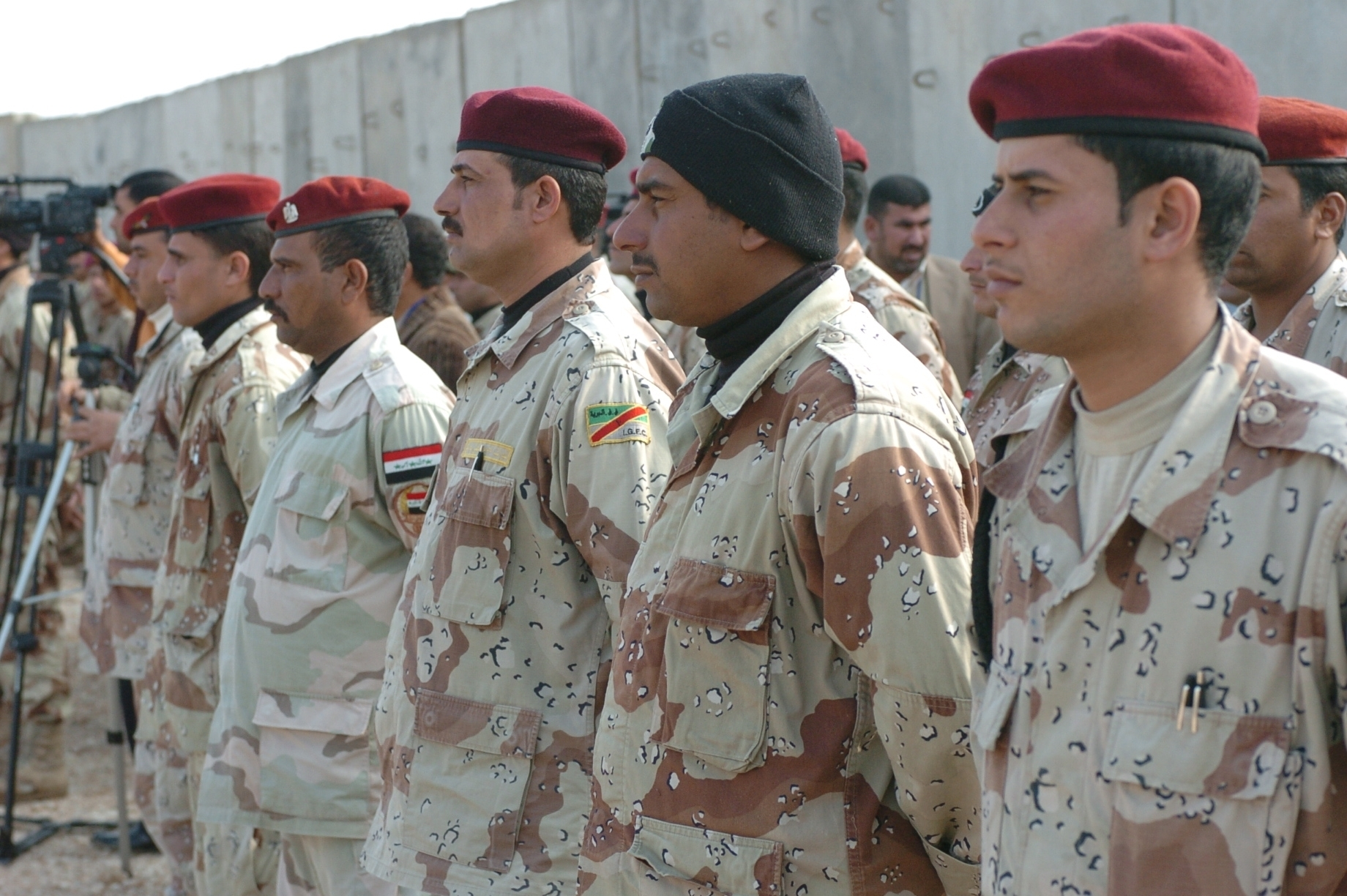
Nouveaux sous-officiers irakiens à leur cérémonie de remise de diplôme le 1er février 2008.

Elle s'effectue jusqu'en 2010 sous la tutelle du Multi-National Security Transition Command – Iraq (en) (MNSTC-I) commandé en 2008 par le lieutenant général James Dubik (en) qui s'occupe de la formation de l'ensemble des forces de sécurité et de l'administration régaliene de l'Irak.
Le Coalition Military Assistance Training Team (en) (CMATT) créé durant l'été 2003 est spécifiquement chargé de l'assistance à l'armée irakienne dans l'organigramme du MNSTC-I où il a été intégré au durant le printemps 2004. Le Coalition Army Advisory Training Team (CAATT) s'occupent de l'armée de terre et de la marine irakienne et le Coalition Air Force Transition Team (CAFTT) s'occupant de l'armée de l'air.
Le premier bataillon de la nouvelle armée fût déclaré opérationnelle le 4 octobre 2003.
Au niveau des unités irakiennes sont intégrés des Military Interim Transition Teams (MiTT). Un MiTT se situe au niveau de l’état-major de la division irakienne, en liaison permanente avec le commandant de brigade américain se trouvant dans le secteur. Sous elle, 4 MiTT encadrent l’état-major des 4 brigades de ladite division puis 2 MiTT encadrent chaque bataillon irakien, se chargeant de leur entraînement, de la maintenance du matériel, de l’appui-feu lors des opérations. Chaque MiTT comprend 18 à 20 personnels. Ils peuvent être issus de l’Iraq Assistance Group (en) (IAG), organisme interarmées basé à Fort Riley au Kansas chargé de former les conseillers militaires, ou d'unités américaines sur place.
Le MSTC fonde l’ensemble de l'entrainement sur un cycle de cinq semaines: campagne de recrutement de cinq semaines, puis à l’issue formation sur cinq semaines; l’avantage étant d’avoir des unités dont la cohésion repose sur l’entrainement reçu plutôt que sur les liens tribaux comme c’était le cas lorsque chaque nouvelle recrue était individuellement affectée à une unité déjà existante.
Avec le retrait des forces de combat américaines, le MNSTC-I est remplacé en 2010 par le United States Forces – Iraq puis, à la suite de la fin de l'opération New Dawn et du retrait des 18 décembre 2011 des dernières unités américaines par le Bureau de coopération de la sécurité-Irak (Office of Security Cooperation – Iraq - OSC-I), dépendant du département d'État des États-Unis.
Celui-ci peut employer un maximum de 763 contractuels civils et 157 militaires pour former les forces irakiennes selon un accord de novembre 2011; En avril 2012, l'OSC-I emploie 154 soldats et 4 912 contractuels (dont environ 600 pour la formation proprement dite, le reste étant le soutien, la sécurité, etc).

### Une armée réactive et modulable
Les différentes unités de l’Armée irakienne doivent pouvoir être déployées sur tout le territoire national et une brigade ou un bataillon d’une division doivent pouvoir être rattachés à une autre unité sans problème. Ce sont les principes qui sont mis en place dans les Forces armées américaines par les réformes actuelles (« Brigade Unit of Action »). Pour arriver à ce résultat il est impératif que l’organisation, l’équipement et l’entraînement soient standardisés.

### La crise de 2014-2015
Le monopole étatique de la violence a été à peu près rétabli en 2008. Il s’est ensuite effrité au rythme de sa personnalisation croissante. Le Premier ministre Nouri al-Maliki en poste jusqu'en septembre 2014 s’est arrogé la direction de la police et de l’armée laissant à son fils celle des forces spéciales de sécurité, nouvel avatar des anciens services de Saddam Hussein, tandis que les unités militaires de Bagdad, les plus puissantes, sont devenues la nouvelle Garde républicaine. La milice sunnite du Sahwa a été quasiment dissoute et les Peshmergas kurdes ont reçu le moins d'aide possible de Bagdad. Ceux-ci sont désormais reconnus quasi officiellement comme une force indépendante par les gouvernements étrangers.
Au moment du départ des forces américaines à la fin de 2011, l’armée irakienne représentait 13 divisions d’infanterie et une division mécanisée, soit environ 210 000 hommes.
La superposition de ce fractionnement sécuritaire, laissant les unités de l'armée irakienne les plus faibles à la marge du territoire, et du renouveau de la division politico-confessionnelle ont ainsi créé les conditions d’une nouvelle surprise stratégique. Celle-ci a pris la forme de l’invasion de la première vraie armée proto-étatique sunnite, celle de l’État islamique en Irak et au Levant.
Le gouvernement irakien a toujours le plus grand mal à assurer le recrutement et la cohésion de son armée. Sur 170 000 hommes que comptait théoriquement celle-ci en 2014, au moins 30 % auraient été des "soldats fantômes" inscrits seulement pour permettre à leurs officiers de toucher leur solde. Lors de la retraite de l'été 2014, les forces gouvernementales ont abandonné un matériel considérable, entre autres 2 300 véhicules blindés Humvee
.
En janvier 2015, la capacité de manœuvre de l’armée irakienne est estimé à 48 000 hommes, réparties dans quelques divisions opérationnelles. En juin 2015, en pleine bataille contre l'État islamique, le Premier ministre Haïder al-Abadi reconnaît que l'armée irakienne, malgré des efforts de recrutement, n'avait pu intégrer que 5 000 sunnites et qu'elle devait encore les surveiller pour s'assurer qu'ils ne s'enfuyaient pas après avoir reçu de l'argent et des armes. Dans le même temps, le parlement irakien est incapable de voter une loi sur la garde nationale.

## Ordre de bataille des Forces terrestres irakiennes avant la crise de 2014
L'armée de terre compte, en 2012, un effectif de 193 400 personnes.
Le Commandement des forces terrestres irakiennes (CFTI) (Iraqi Ground Force Command, IGFC) à sous ses ordres, en 2009, huit commandements opérationnels.
L’organisation est la suivante :
- des unités de support de l’état-major rattachées directement au CFTI

### Numérotation des unités
En mars 2008, les divisions de l’Armée irakienne sont numérotées dans l’ordre du 1 au 17. Le numéro 13 n’est pas attribué par décision du gouvernement irakien.
L’ordre ministériel 151 du ministère irakien de la défense, daté du 19 février 2008, a renommé les brigades de l’Armée irakienne en utilisant actuellement un chiffre individuelle se suivant selon la numérotation des divisions; de la 1re à la 4e brigades pour la 1re division, de la 5e à la 8e brigades pour la 2e division, ainsi de suite.
Les brigades étaient auparavant numérotées en ajoutant le numéro d’ordre de la brigade devant le numéro de la division (la 1re brigade de la 1re division est donc la 11e brigade, la 3e brigade de la 14e division est la 314e brigade). Les bataillons ont le même système, le 1er bataillon de la 1re brigade de la 1re division est donc le 111e bataillon d’infanterie.

### Brigade standard
Une brigade standard de l’Armée irakienne comprend six bataillons organisé comme il suit :
- un bataillon de troupes spécialisées (comprenant l’état-major de la brigade, une unité du génie militaire, une unité d’éclairage, une unité de police militaire) reprenant le numéro de la brigade
- trois bataillons de combat numéroté 1 à 3 suivi du numéro de la brigade
- un bataillon d’appui (mortiers probablement) reprenant le numéro de la brigade
- un bataillon de support reprenant le numéro de la brigade.

### Numérotation des brigades
L’ordre ministériel 151 du ministère irakien de la défense, daté du 19 février 2008, a renommé les brigades de l’Armée irakienne comme il suit (ancienne désignation entre parenthèses) :
- 1re division : 1re (1-1), 2e (2-1), 3e (3-1), 4e (4-1). La 1re division de l'Armée irakienne s'appelle désormais "Force de réaction rapide" et ses brigades Force de réaction rapide 1, 2, 3 et 4.
- 2e division : 5e (1-2), 6e (2-2), 7e (3-2), 8e (4-2).
- 3e division : 9e (1-3), 10e (2-3), 11e (3-3), 12e (formation prévue en avril 2008).

(Le numéro 13 n’est pas attribué pour les brigades.)
- 4e division : 14e (1-4), 15e (2-4), 16e (3-4), 17e (prévue à l’été 2008).
- 5e division : 18e (1-5), 19e (2-5), 20e (3-5), 21e (4-5).
- 6e division : 22e (1-6), 23e (en formation), 24e (3-6), 25e (4-6), 54e (5-6).
- 7e division : 26e (1-7), 27e (2-7), 28e (3-7), 29e (opérationnelle depuis le 3 avril 2008).
- 8e division : 30e (1-8), 31e (2-8), 32e (3-8), 33e (4-8).
- 9e division : 34e mécanisée (1-9), 35e blindée (2-9), 36e blindée (3-9), 37e (4-9).
- 10e division : 38e (1-10), 39e (2-10), 40e (3-10), 41e (4-10).
- 11e division : 42e (2-6 et 1-11), 43e (2-11), 44e (3-11), 45e (prévue en juin 2008).
- 12e division (qui sera mise sur pied en juin 2008 par dédoublement de la 4e division, elle sera formée à partir des anciennes brigades d’infrastructures stratégiques et se verra attribuer la 4e brigade de la 4e division, une nouvelle 4e brigade sera formé pour la 4e division grâce aux effectifs excédentaires dans les 3 autres brigades de cette division): 46e (1re brigade d’infrastructures stratégiques), 47e (2e brigade d’infrastructures stratégiques), 48e (9e brigade d’infrastructures stratégiques), 49e (4-4).

(Le numéro 13 n’est pas attribué pour les divisions.)
- 14e division : 50e (5-10 et 1-14), 51e (2-14), 52e (3-14), 53e (formation prévue en mai 2008).
- 15e division : en cours de transfert depuis le gouvernement régional kurde.
- 16e division : en cours de transfert depuis le gouvernement régional kurde.
- 17e division : en cours de formation à partir de la 54e brigade.
- 18e division : Il est possible qu'une 18e DI soit créée par dédoublement de la 8e DI.

### Structures de commandement
Le territoire irakien est divisé en commandements opérationnels qui assurent la coordination des FSI sur les théâtres d'opération locaux.
- Commandement opérationnel de Ninive. Quartier général à Mossoul.

Le Commandement opérationnel de Ninive (CON) est l’État-major combiné qui assure la responsabilité de superviser les unités de l’Armée irakienne (terrestres, aériennes ou navales, c’est un état-major combiné) opérant dans la province de Ninive au Nord de l’Irak. Le CON a été mis en place en 2008 dans le cadre de la bataille qui oppose les Forces irakiennes et celles de la Coalition à AQI et ses alliés. Il a sous son commandement la 3e DI (qui opère à la frontière syrienne) et les unités déployées à Mossoul c'est-à-dire la 2e DI, les 2e et 4e brigades de la 9e DB et des unités de police nationales et locales. Il est possible que le CON ait aussi sous sa responsabilité les deux divisions récemment transférées de l’autorité de Gouvernement régional kurde, celles-ci sont en cours de réorganisation, réentraînement et rééquipement aux standards des divisions de l’Armée irakienne.
- Commandement opérationnel de Samarra. Quartier général à Samarra.
- Commandement opérationnel de Diyala. Quartier général à Bakouba
- Commandement opérationnel d’Anbar. Quartier général à Ramadi.

Le Commandement opérationnel d’Anbar (COA) est l’état-major combiné qui assurera la responsabilité de superviser les unités de l’Armée irakienne (aussi bien terrestres, aériennes ou navales) opérant dans la province d’Al-Anbar à l’ouest du pays. Il aura sous son commandement les 1re et 7e DI. Les troupes de la Coalition qui sont déployées dans cette zone relève du Corps des Marines des États-Unis.
- Commandement opérationnel de Bagdad. Quartier général à Bagdad (zone verte).

Le Commandement opérationnel de Bagdad (COB) est l’élément prépondérant du « plan de sécurisation de Bagdad ». Le COB contrôle deux commandements intégrés pour l’ouest et l’est de la capitale, eux-mêmes divisés en district qui contrôlent les forces dépendant de l’armée, de la police nationale et de la police locale.
- Commandement opérationnel de l'Euphrate. Quartier général à Kerbala.

Le Commandement opérationnel de Karbala (COK).
- Commandement opérationnel de Dhi Qar. Quartier général à Nassiriya.
- Commandement opérationnel d'Al-Basra. Quartier général à Bassorah.

Commandement opérationnel de la province d'Al-Basra
Quartier général à Bassorah
Il est prévu que quatre corps d'armée soit mis en place pour regrouper les unités terrestres. Des brigades leur seront directement rattachées sans dépendre de divisions. D'autre part un certain nombre d'unités sont des unités de réaction rapide non rattachées à des corps d'armée.

### Unités de réaction rapide

#### 1redivisionde l'armée irakienne (force de réaction rapide) (Habbinayah)
Elle a été créée à partir de la Force d'intervention irakienne, qui s'appelait avant Force d'action nationale irakienne au temps où la défense irakienne devait être cantonnée au niveau local. Ses unités ont donc été composées dès le départ de soldats qui étaient prêts à aller partout en Irak. Ils font partie des meilleurs soldats des nouvelles forces armées irakiennes et plusieurs des cadres de la 1re DAI combattaient aux côtés des Américains dès 2003.
- 1re brigade d’infanterie
- 2e brigade d’infanterie
- 3e brigade motorisée
- 4e brigade

Au début de 2008, la 1re division de l'armée irakienne est devenue force de réaction rapide (en) (Quick Reaction Force). Ses unités sont engagées dans tous les combats partout en Irak.
Ainsi, au début de 2008, la 3e brigade est détachée dans la province de Diyala sous commandement de la 5e DAI. Elle est en juin 2008 à Bagdad.
La 1re brigade à la fait partie des unités envoyées en renfort à Bassorah en avril.
La 4e brigade est à Bagdad au côté de la 11e DAI, elle participe fin juin aux combats à Sadr City avec les 1re et 3e brigades.

#### 4edivisionde l'armée irakienne (infanterie) (Kirkouk)
La 4e DAI est une des meilleures unités de l'armée irakienne. Sa base arrière se trouve dans la ville de Kirkouk. Elle couvre les provinces de Salah ad-Din, Kirkuk et As-Sulaymaniya et qui a été formé avec les unités de la garde nationale de ces provinces.
- 14e brigade d'infanterie
- 15e brigade motorisée (« les aigles »)
- 16e brigade motorisée
- 17e brigade (constitué en été 2008)

Elle sert de base à la formation de la nouvelle 12e DAI. Les deux unités doivent recevoir des chars M60 et des véhicules de transport de troupes M113 américains ; elles constitueraient alors l'embryon d'un groupement mécanisé qui fera face à l'Iran. Mais cela n'est pas prévu avant 2009.
La 4e brigade de la 4e DAI a été transférée à la 12e DAI, une nouvelle 17e brigade (peut-être sur blindés à roues) est en cours de formation en juillet 2008.
La 14e brigade a été déployé dans le cadre de l'opération Knight Assault à Bassorah depuis mai 2008.

#### 7edivision de l'armée irakienne (infanterie) (Al Asad)

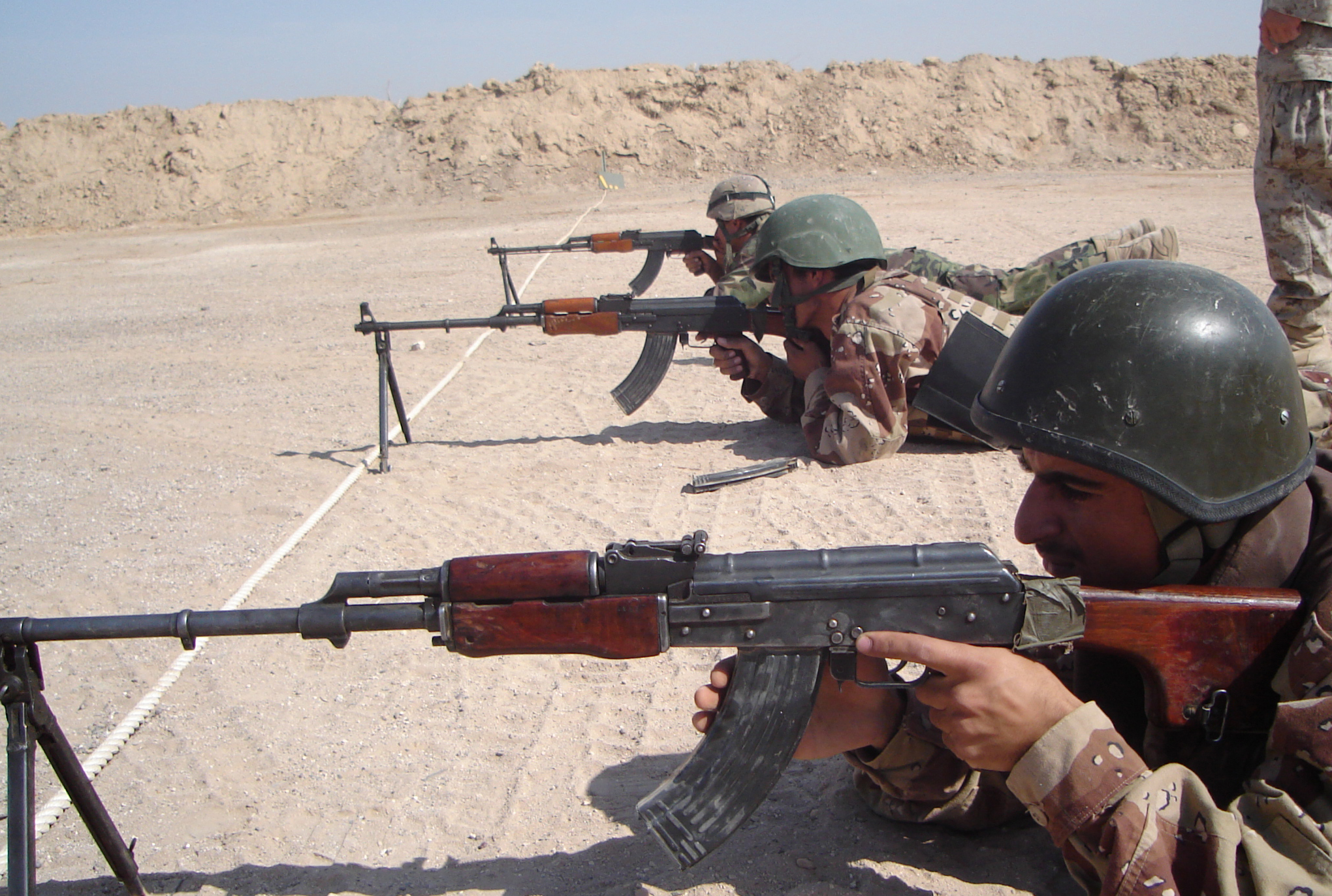
Soldats irakiens tirant à la Kalachnikov RPK (version lourde de l'AKM-59). Les soldats irakiens, notamment ceux de la 7e DAI sont formés à l'école d'infanterie d'Al-Asad.

Cette division a été formée par l’USMC. C'est aujourd’hui une des meilleures unités irakiennes, elle a vaincu Al-Qaïda en Irak (AQI) dans la province d'Anbar en 2007.
- 26e brigade d’infanterie
- 27e brigade d’infanterie
- 28e brigade d’infanterie
- 29e brigade de cavalerie (opérationnelle depuis le 3 avril 2008)

Conformément aux standards de formation des forces irakiennes ses brigades ou ses bataillons pourront être engagés à tous moments au sein d’autres unités, ce qui a été testé en détachants des unités de la 7e DAI au sud de Bagdad au début de l’année 2008. Ses unités sont entraînées aux tactiques les plus modernes avec les marines et notamment à l’insertion héliportée avec les nouveaux MV-22. La 29e brigade est la dernière formée dans le désert de l’Ouest irakien, elle est basée à Rutbah, elle doit être équipée de blindés à roue, comme les 37e ou 17e brigades.
En mai 2008; la 26e brigade a participé aux opérations à Bassorah.

#### 9edivisionde l'armée irakienne (blindée) (Taji)

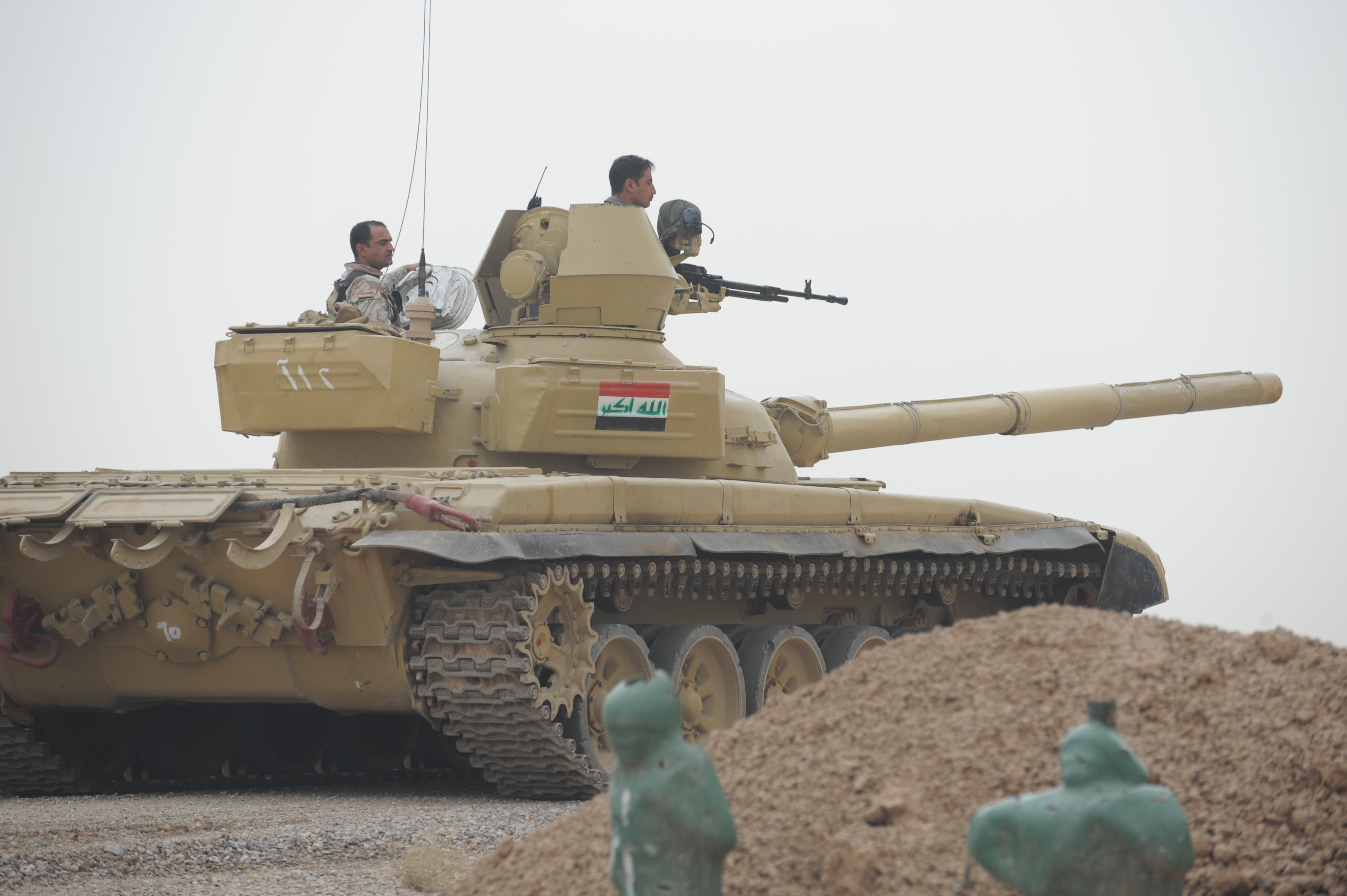
Un T-72 de la 34e brigade en exercice de tir le 29 octobre 2008. Il porte sur ses flancs le nouveau drapeau irakien adopté cette année-là.

La 9e DAI a une mission territoriale de sécurisation de la région au nord de Bagdad, mais elle est aussi une des unités principale de réaction rapide des Forces de sécurité irakiennes.
- 34e brigade mécanisée (« les lions du désert »)
- 35e brigade blindée
- 36e brigade blindée
- 37e brigade de cavalerie

Au début de l'année 2008, des éléments de la 9e DAI sont présents à Mossoul (2e et 4e brigades), à Diwaniya avec la 8e DAI, à Bassorah avec la 14e DAI (peut-être en vue de la transformation de cette unité en division mécanisée), à Bagdad avec la 11e DAI (peut-être en vue de la transformation de cette unité en division blindée) et avec la 6e DAI.
À l'origine, quatre régiments de chars de la 9e division mécanisée dispose chacun de 35M1A1 et deux véhicules de dépannage lourds M-88A2 fournit entre 2009 et 2011.

### Futur corps d’armée Nord
Il est probable qu'un corps d'armée regroupant les unités du Nord et de l'Ouest de l'Irak soit mis en place.

#### 2edivisiond’infanterie (Mossoul)
- 5e brigade motorisée (« citadelle »)
- 6e brigade d’infanterie (assaut héliporté) (« les scorpions »)
- 7e brigade d’infanterie
- 8e brigade d’infanterie

La 2e DI est une des plus expérimentées de l’Armée irakienne. Elle a en effet été créée parmi les premières divisions irakiennes à partir des unités de la Garde nationale stationnées au Kurdistan irakien et composées de Peshmerga aguerris. Cependant le fait que les soldats de cette division aient été principalement des Kurdes et qu’ils avaient souvent combattu l’ancienne armée irakienne a causé quelques problèmes au début. Cependant aujourd’hui les nouvelles recrues et les nouveaux officiers ont homogénéisé l’unité.
Elle est aujourd’hui engagée en totalité dans la ville de Mossoul pour en assurer la sécurisation. L'opération apparaît comme un succès.

#### 3edivision d’infanterie (Al Kisik)
- 9e brigade motorisée
- 10e brigade motorisée (« les lions du désert »)
- 11e brigade motorisée
- 12e brigade (formation en avril 2008)

#### 12edivision de l'armée irakienne (infanterie) (Tikrit)
La 12e DAI doit être mise sur pied en juillet 2008 par dédoublement de la 4e division. Sa base arrière sera à Tikrit et elle prendra en compte la province de Salah ad-Din. Elle sera formée à partir de trois anciennes brigades d’infrastructures stratégiques et se verra attribuer la 4e brigade de la 4e division, une nouvelle 4e brigade sera formé pour la 4e division grâce aux effectifs excédentaires dans les 3 autres brigades de cette division.
- 46e brigade motorisé (ex-1re brigade d’infrastructures stratégiques)
- 47e brigade motorisé (ex-2e brigade d’infrastructures stratégiques)
- 48e brigade (ex-9e brigade d’infrastructures stratégiques)
- 49e brigade (ex-4-4)

La 49e brigade, ancienne 4e brigade de la 4e DAI, brigade la plus opérationnelle de la 12e DAI, est actuellement (juillet 2008) déployée à Bagdad pour prendre part aux combats de Sadr City.

#### 15edivision de montagne
En cours de transfert depuis l’autorité du gouvernement régional kurde, prévue pour devenir une division standard à 4 brigades de 3 bataillons de combat.

#### 16edivision de montagne
En cours de transfert depuis l’autorité du gouvernement régional kurde, prévue pour devenir une division standard à 4 brigades de 3 bataillons de combat.

### Futur corps d’armée Centre
Ce corps d'armée serait le seul [Quand ?] qui recoupe un commandement opérationnel, à savoir celui de Bagdad.

#### 5edivisionde l'armée irakienne (infanterie) («division de fer») (Kirkush)

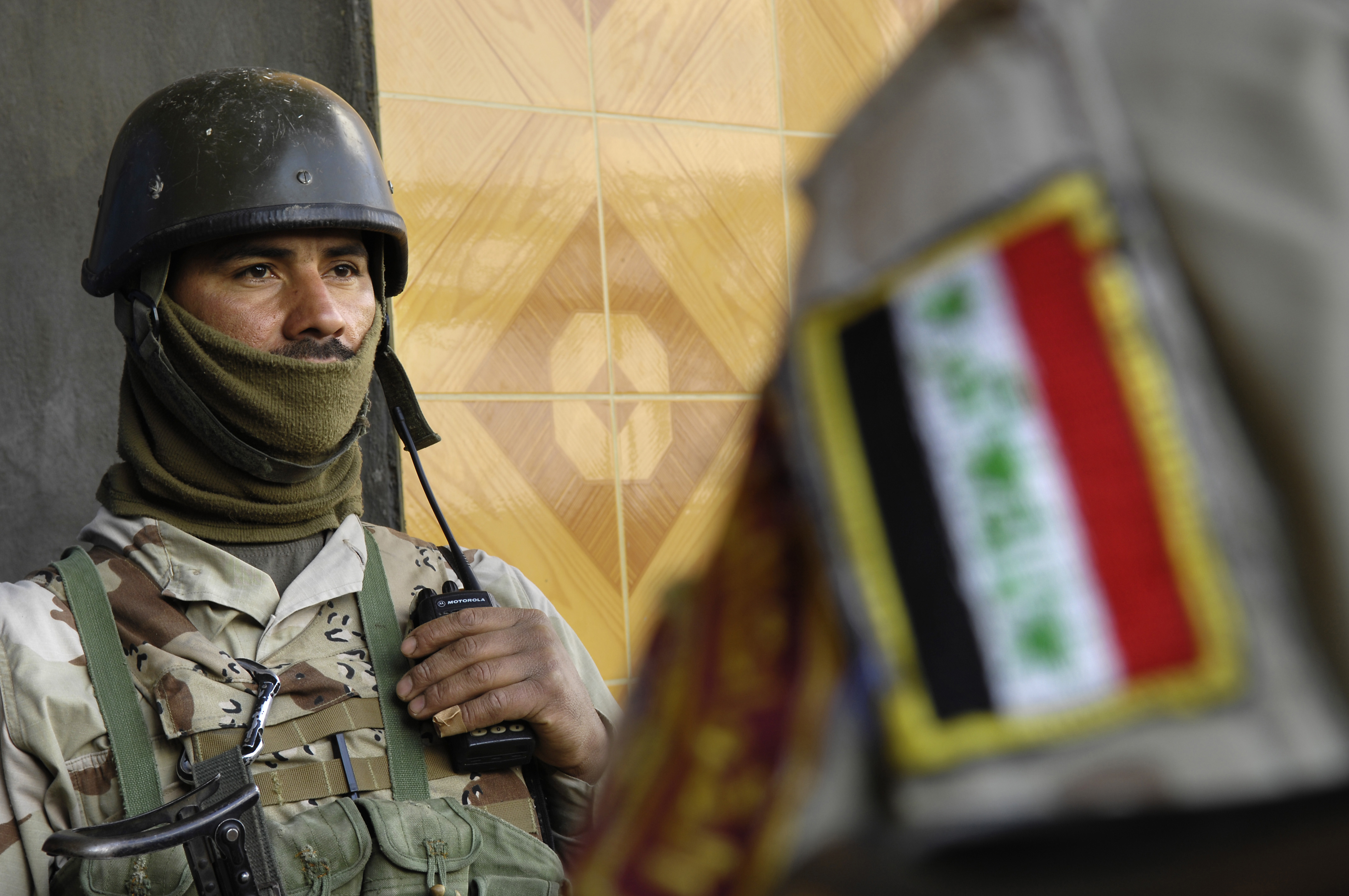
Soldats du 4e bataillon, 19e brigade de la 5e division de l'armée irakienne monte la garde devant un poste de l'armée irakienne à Buhriz, Irak, 31 janvier 2007.

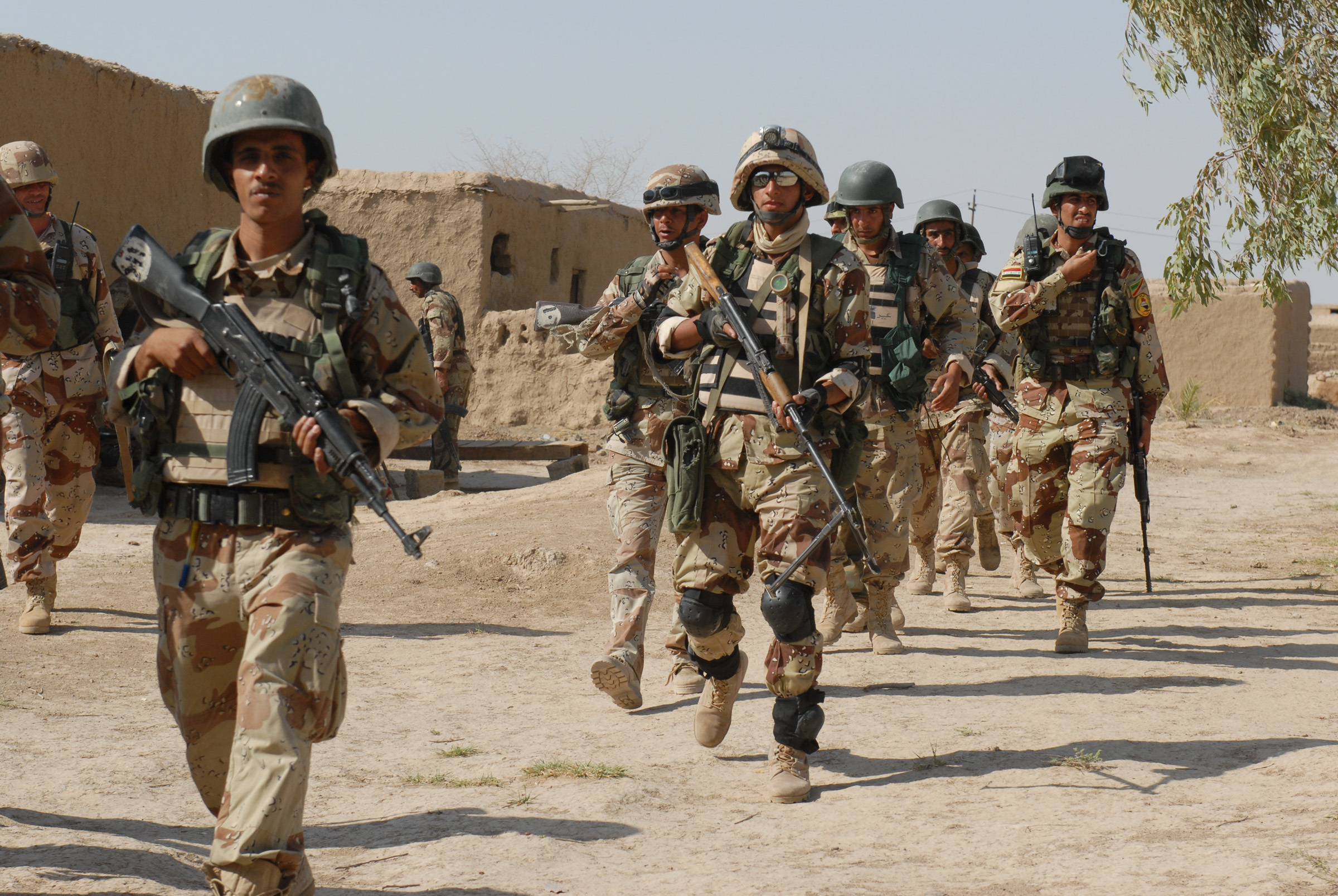
Des hommes de la 5e division le 25 juillet 2008 avant le déclenchement de l'opération Bashaer al-Kheir.

La 5e DAI est déployée dans la région difficile de Diyala. C'est la région entre Bagdad et la frontière iranienne, une zone où certains éléments insurgés (Les Sunnites baasistes, les Sunnites salafistes et les chiites de l'Armée du Mahdi soutenant Moqtada Al-Sadr, sans oublier quelques groupuscules qui se situeraient dans la mouvance Al-Qaïda) disposent du soutien direct de l'Iran et de ses forces spéciales (Force Qods) et qui, pour les insurgés et les Iraniens, ne doit surtout pas être contrôlée par les FSI. Les régions de Diyala, Salah ad-Din, Kirkouk et du sud-est de Bagdad font l'objet de nombreuses opérations des FSI et de la Coalition, dans le but de démanteler les réseaux et d'interrompre le soutien iranien.
- 18e brigade d'infanterie
- 19e brigade d'infanterie (« les lions du désert »)
- 20e Brigade motorisée
- 21e Brigade motorisée

La Kirkush Military Training Base (KMTB) est l'une des premières installations construites pour la nouvelle armée irakienne dès janvier 2004.
Ordre de bataille en juillet 2010 :
- 18e brigade motorisée (assaut aérien)
- 19e brigade motorisée (« les lions du désert ») (assaut aérien)
- 20e Brigade motorisée
- 21e Brigade motorisée

#### 6edivisionde l'armée irakienne (infanterie) (Old Muthanna)
La 6e DAI est la plus ancienne formation de l’Armée irakienne déployée à Bagdad. Elle a été constituée à partir des unités de la garde nationale irakienne de la capitale et de toutes les unités qui y étaient stationnées en 2005. Elle rassemblait donc des effectifs beaucoup plus importants que ceux d’une division standard.
C'est une unité d'élite dont plusieurs bataillons ont reçu des formations commando et d'assaut aéromobile, il est probable qu'elle devienne une unité aéromobile de réaction rapide.
- 22e brigade motorisée (« les Cobras »)
- 23e brigade (en formation)
- 24e brigade motorisée (« Muthanna »)
- 25e brigade commando (assaut aéromobile) (« les aigles de Bagdad »)
- 54e brigade d’infanterie (assaut aéromobile) (« les défenseurs de Bagdad »)

Une des meilleures brigades (la 2e) a servi de base à la 11e DAI (c'est aujourd’hui la 42e brigade). La 4e brigade (aujourd’hui 25e), qui a reçu un entraînement commando des Special Forces américaines et une formation d’assaut aéromobile, est en train de former la nouvelle brigade de la Garde présidentielle.
Il est probable que la 54e brigade soit rattachée à la nouvelle 15e DAI  prévue pour Bagdad-Ouest. Celle-ci serait créée avec les unités en excédents de la 25e brigade avec comme base la base d'opération avancée Kalsu à Iskandariyah.
La 6e DAI est responsable du secteur de Bagdad-Ouest.
Ordre de bataille en juillet 2010 :
- 22e brigade motorisée (« les cobras »)
- 24e brigade motorisée (« Muthanna »)
- 54e brigade motorisée (« les défenseurs de Bagdad ») (air assault)

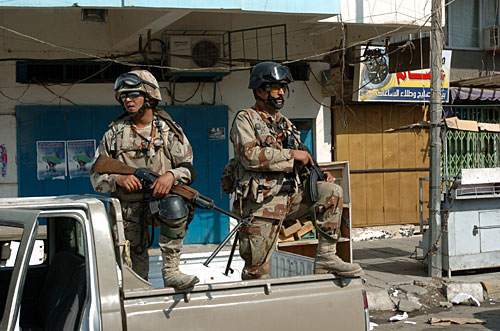
Deux soldats de l'armée irakienne montent la garde à Adhamiya, près d'un site de vote pour le référendum historique d'octobre 2005.
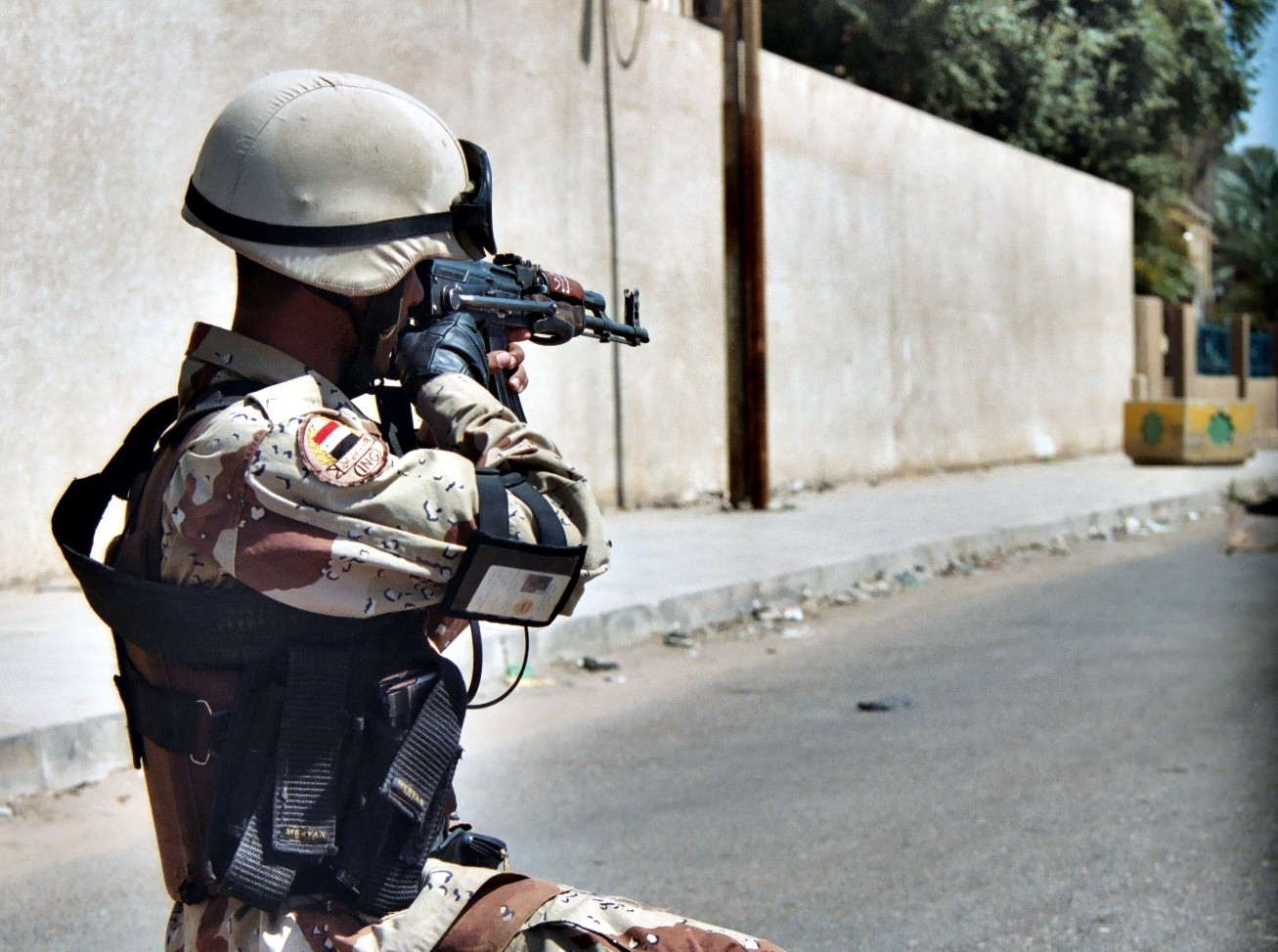
Un soldat irakien de la Garde nationale (en) de Bagdad en 2005. Ces unités constituent la 6e DAI après la dissolution de la Garde nationale.
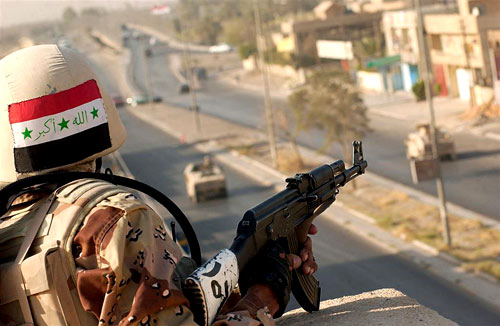
Fantassin du 4e bataillon, 1re brigade, 6e division en 2005.
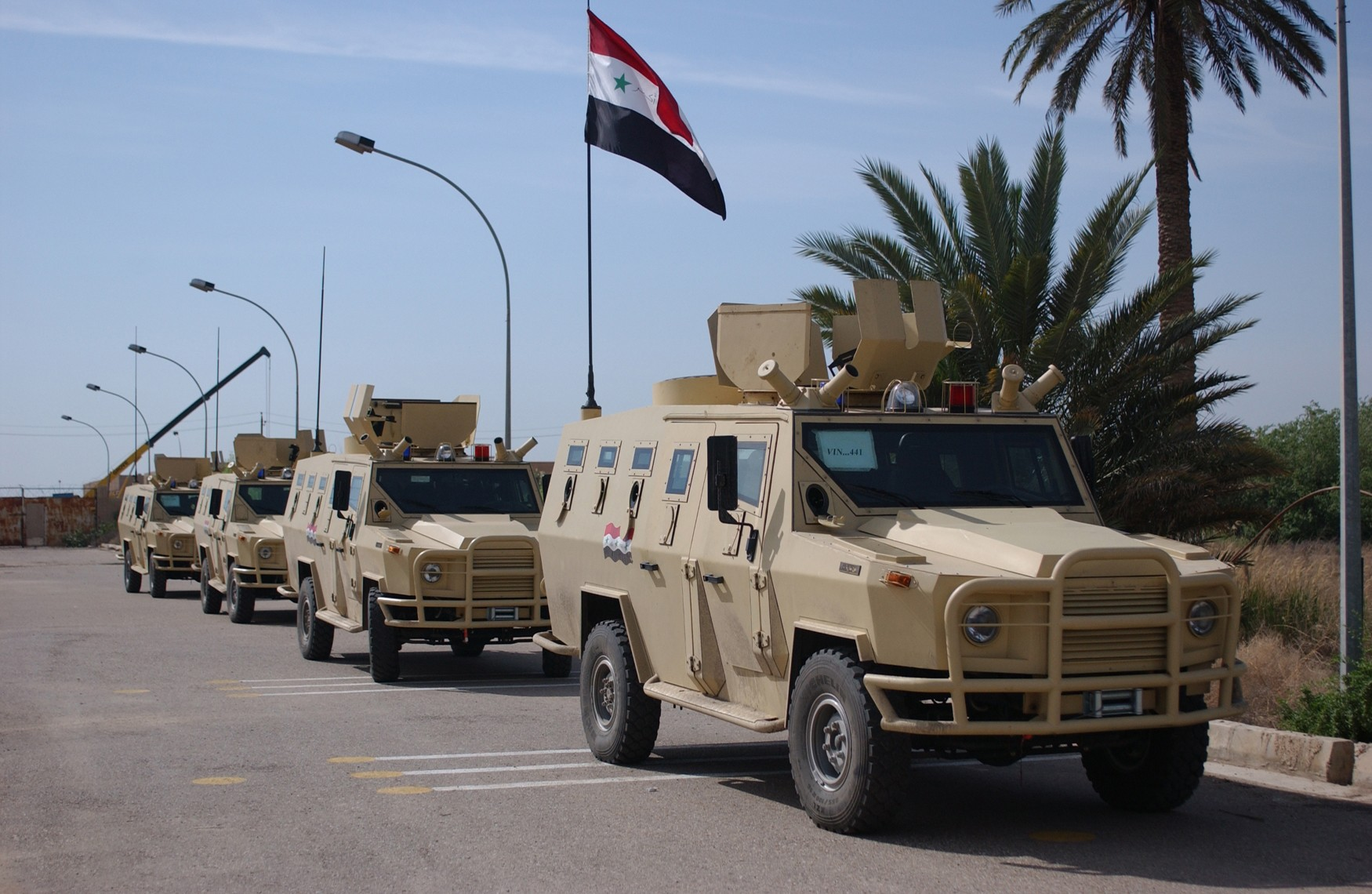
4 véhicules polonais Dzik-3 de la compagnie de police militaire de la 6e division irakienne; En 2006, 600 exemplaires de ce véhicule ont été commandés avec une option sur 1 000 autres sous le nom d'Ain Jaria-1[54].
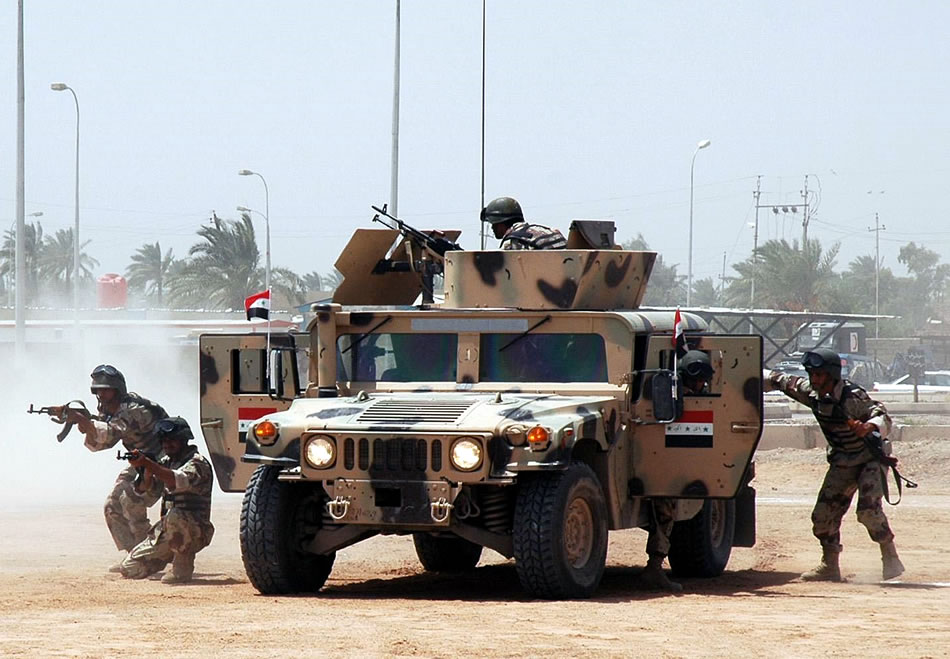
Groupe de combat de la 6e division irakienne avec un HMMWV en août 2006.
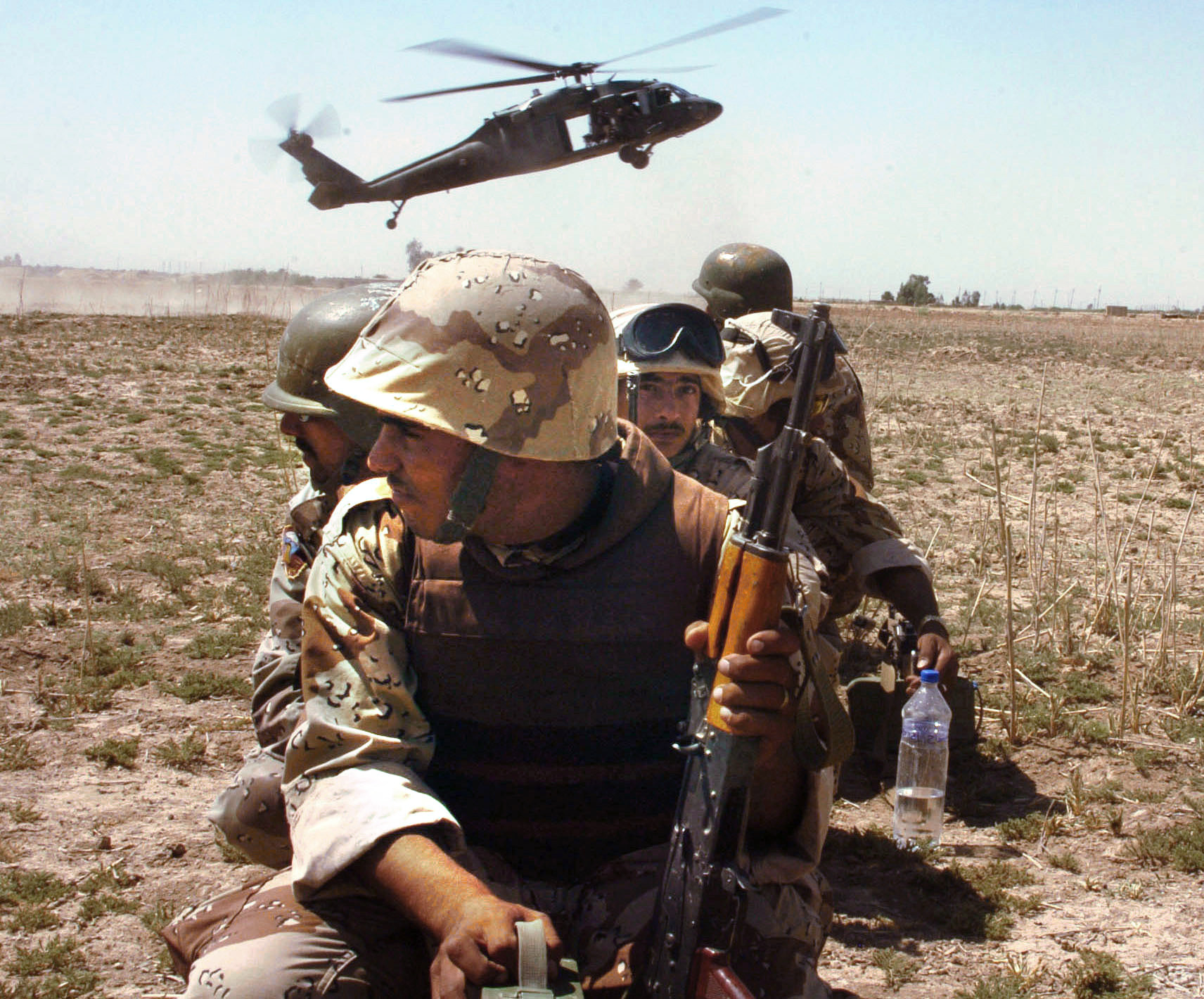
Des soldats irakiens s'entraînent au combat aéromobile dans la région de Bagdad en août 2007.
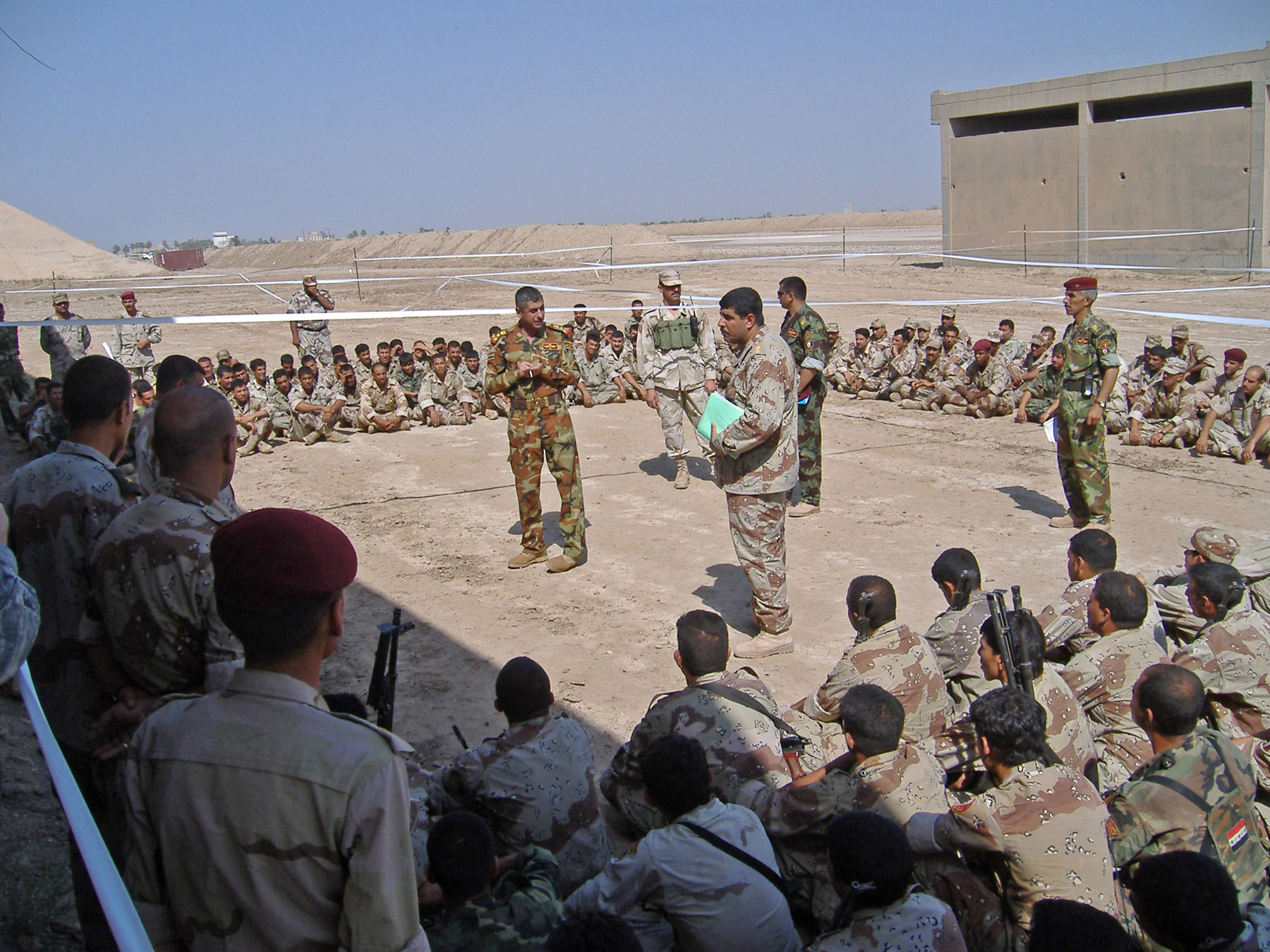
Les officiers de la 4e brigade, 6e division donnent leurs ordres avant un assaut aéromobile au sud de Bagdad en juin 2007.

#### 11edivisiond’infanterie (bâtiment de l'ancien ministère de la Défense)

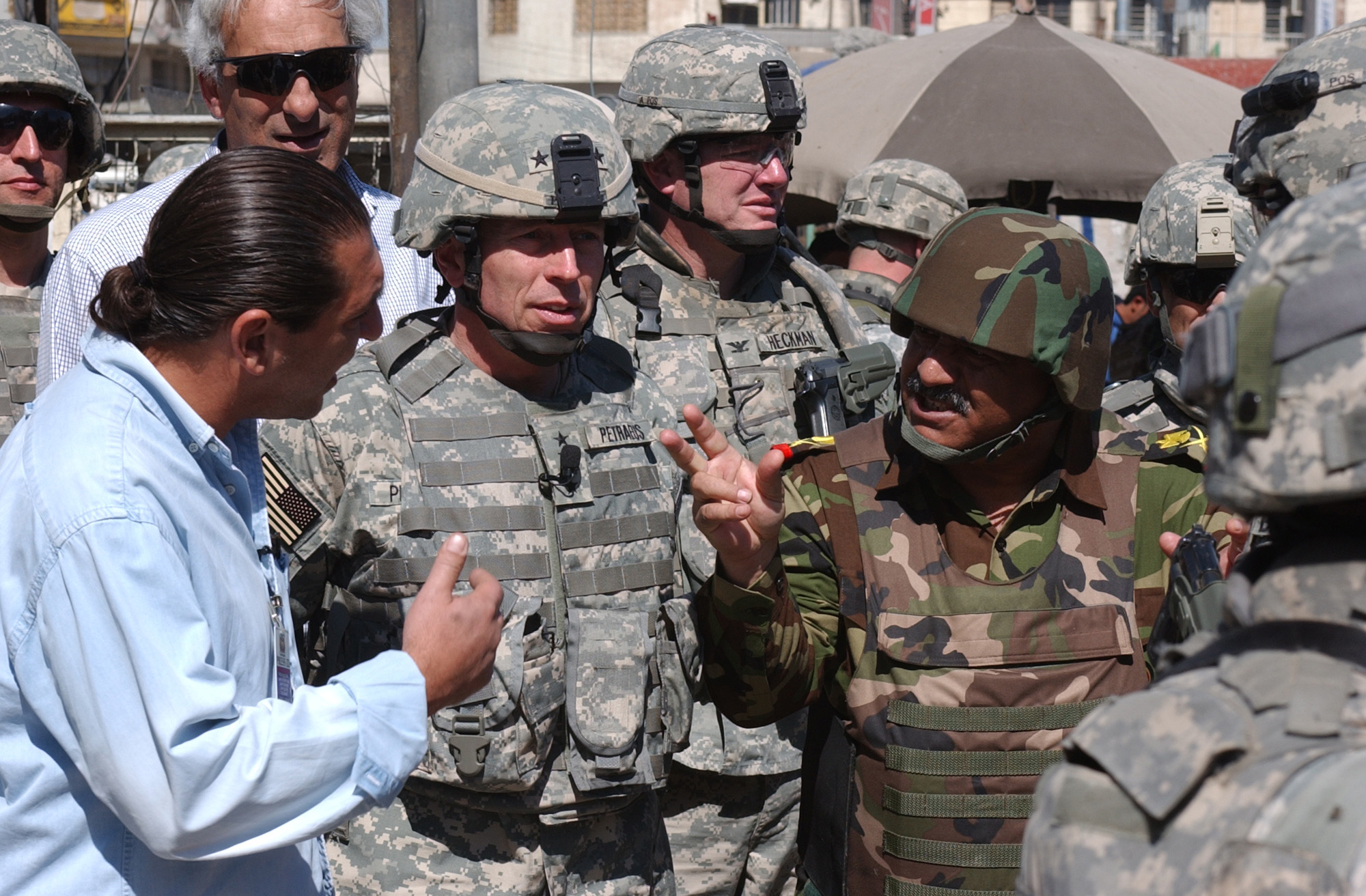
Le commandant de la 11e division avec le général américain David Petraeus en 2007

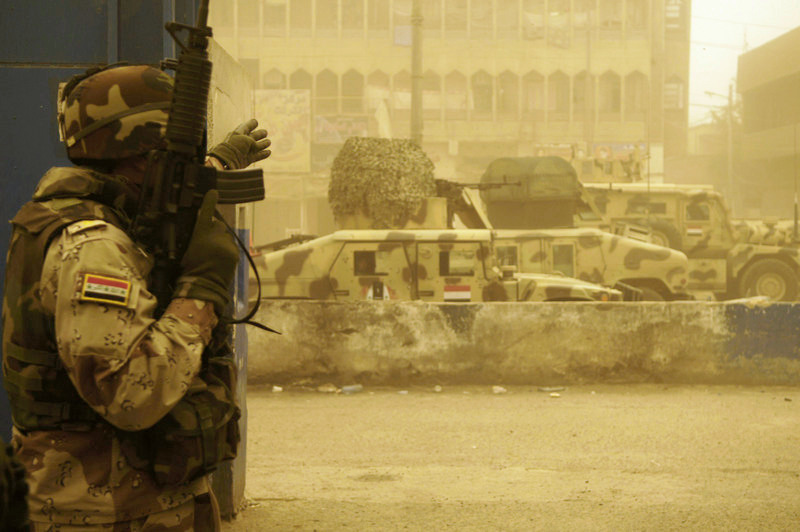
Unité de la 42e brigade affrontant des éléments illégaux de l'Armée du Mehdi à Sadr City le 17 avril 2008

- 42e brigade d’infanterie (« les tigres ») (ancienne 2-6)
- 43e brigade d’infanterie
- 44e brigade d’infanterie
- 45e brigade d’infanterie (prévue pour être opérationnelle en 2008)

La 11e DI a été mise en place à la fin de l’année 2007 dans le cadre de la politique de « Surge » et du « Plan de sécurisation de Bagdad ». Elle a été constituée à partir de d'une brigade aguerrie, la 2e de la 6e DI (qui est devenue sa 1re brigade) et a reçu le soutien de la 4e de la 1re DI (qui opère toujours à Bagdad au côté de la 11e DI), à laquelle se sont ajoutées deux brigades nouvellement constituées et une dernière en cours de constitution. Elle assure le contrôle de l’Est de Bagdad. Ses effectifs sont faibles par rapport à ceux d’une division d’infanterie standard et l’on estime qu’elle pourrait devenir une division blindée.

#### 17edivision de l'armée irakienne (commando)
Ordre de bataille en juillet 2010 :
- 23e brigade commando
- 25e brigade commando (« les aigles de Bagdad »)
- 55e brigade commando

### Futur corps d’armée Sud
Commandement opérationnel de la province de Dhi Qar
Quartier général à Nassiriya

#### 8edivisionmotorisée (Diwaniya)

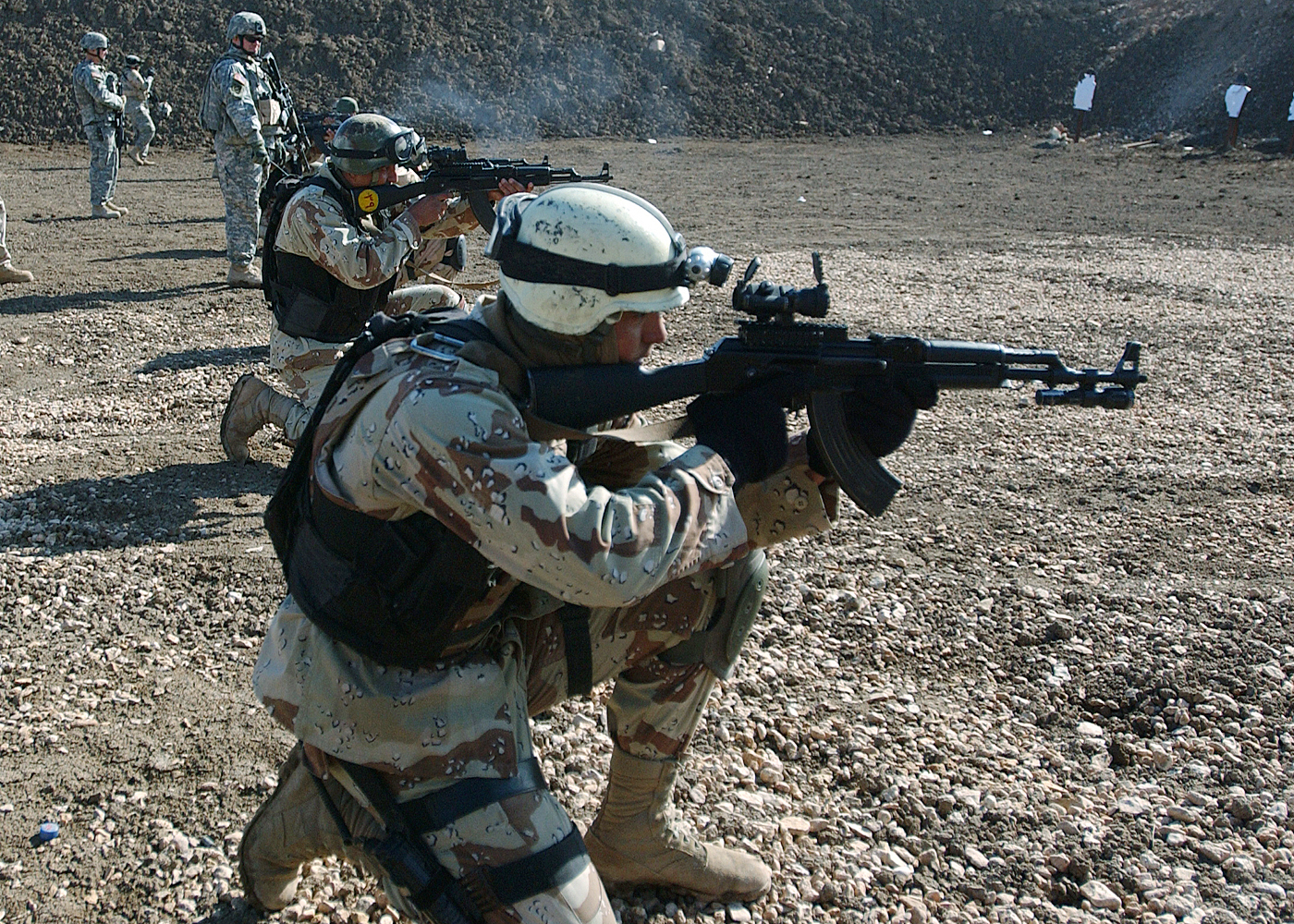
Soldats du 1er bataillon, 2e brigade, 8e division à Al Hillah au cours d'un exercice de tir rapproché pour leur graduation à l'issue d'un programme de formation de combattant avancé.

La 8e division motorisée est une unité bien entraînée, opérationnelle et loyale. Son ancienne 3e brigade est devenue la 1re de la nouvelle 14e DM, et une nouvelle brigade (la 33e) est en cours de formation à la base avancée de Kalsu.
- 30e brigade motorisée
- 31e brigade motorisée
- 32e brigade motorisée
- 33e brigade motorisée (En formation à FOB Kalsu)

Ordre de bataille en juillet 2010 :
- 30e brigade commando
- 31e brigade commando
- 32e brigade commando
- 33e brigade commando

#### 18edivision d’infanterie (Al Memona)
En train d'être mise sur pied par dédoublement de la 8e DM. La 33e brigade de la 8e DM possède déjà 6 bataillons de combat (soit 3 de plus que la normale).
Cette division aura l’organisation standard à 4 brigades à 3 bataillons de combat.

#### 10edivisiond’infanterie (Nassiriya)
- 38e brigade motorisée
- 39e brigade d’infanterie
- 40e brigade motorisée
- 41e brigade motorisée

#### 14edivision motorisée (Mustafa) (Bassorah)

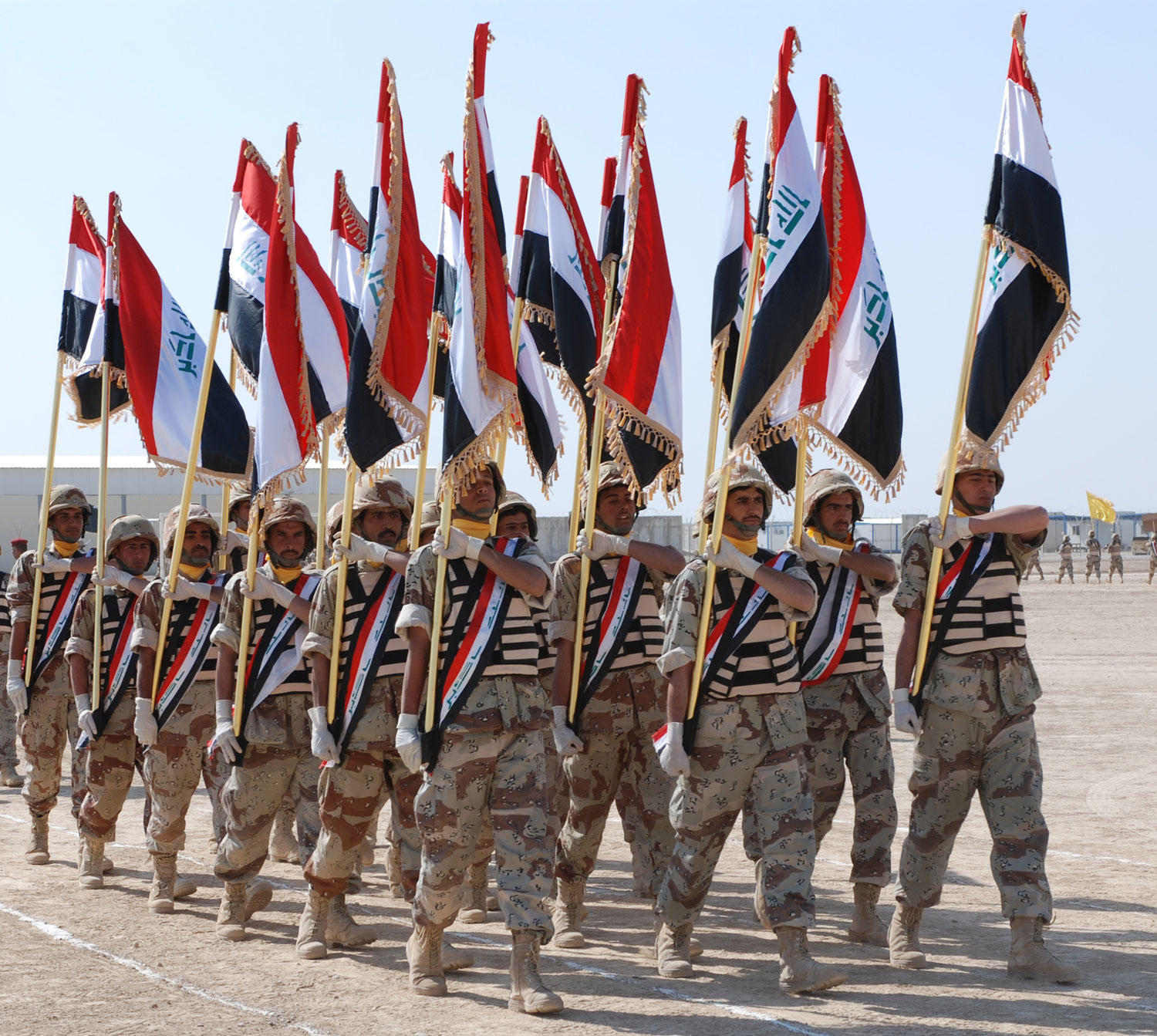
La 52e brigade, 14e division défile à sa cérémonie de graduation le 13 février 2008. Seulement cinq semaines après, cette brigade a pris part à l'opération Knight's Assault.

- 50e brigade motorisée (ancienne 3-8)
- 51e brigade motorisée (ancienne 5-10)
- 52e brigade motorisée
- 53e brigade (sera formée en mai 2008, probablement brigade de cavalerie blindée)

## Force aérienne irakienne

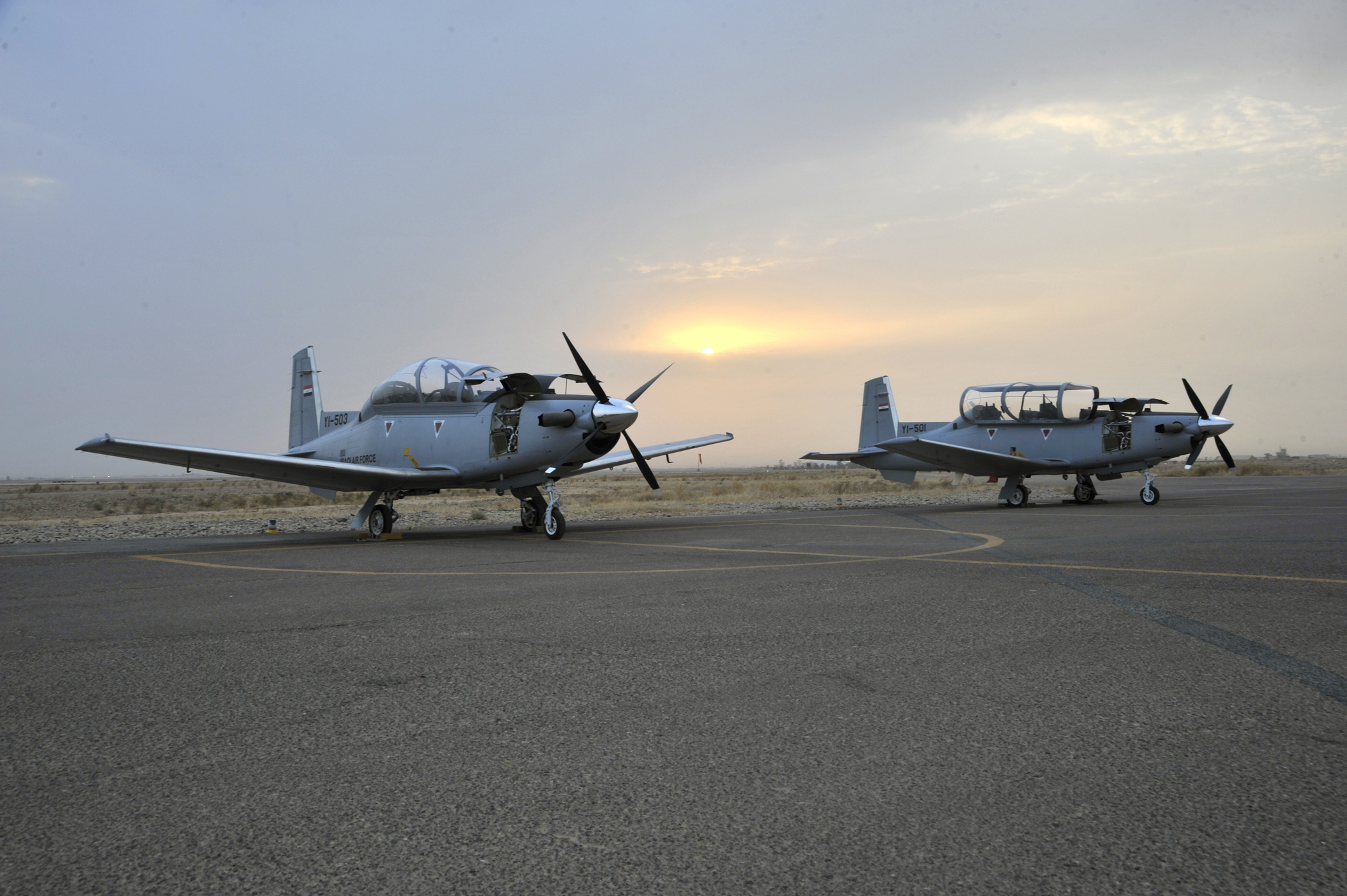
Deux des quinze Beechcraft T-6 Texan II utilisés pour la formation des pilotes irakiens en 2010.

La force aérienne irakienne (en arabe : Al Quwwa al Jawwiya al Iraqiya, (ar) القوة الجوية العراقية) a été créée le 22 avril 1931.
Au début de la guerre Iran-Irak, elle aligne 30 escadrons et 376 avions de combat (MiG-21, Soukhoï Su-7, Hawker Hunter...), en 1988, elle dispose de plus de 40 escadrons et 476 avions de combat (MiG-25, Soukhoï Su-25, Mirage F-1). En 1990, son effectif est d'environ 40 000 personnel et elle dispose de 689 avions de combat.
De 2003 à fin 2011, la défense aérienne du territoire irakien est assurée par les chasseurs américains : l'armée de l'air de cet État ne disposant depuis sa reconstitution que d'avions de liaisons et de transports et d'hélicoptères, répartit sur onze bases aériennes.
Fin 2006, elle disposait de 748 aviateurs et de 28 aéronefs. Fin 2011, son effectif est de plus de 6 000 personnels pour 72 aéronefs. En 2012, une étude estime celui-ci à 5 050 personnes.
En 2009, le gouvernement déclare souhaiter acquérir un escadron de chasseurs F-16 et commencer la formation de ses pilotes avant la fin de 2009, afin que les appareils et leurs pilotes soient opérationnels dès 2012. L’objectif est alors de disposer de 96 F-16 Block 50/52 à l'horizon 2020.
Ce programme a eu du retard. Le 28 septembre 2011, on confirme la signature un premier contrat pour 18 F-16 Block 50/52 (version F-16IQ) et une demande pour un total de 36 F-16. La demande est transmise au Congrès des États-Unis le 12 décembre 2011 pour une livraison de 18 F-16IQ avec leurs armements, équipements, logistique et entrainement pour un contrat de 2,3 milliards de dollars.
Fin 2011, 6 premiers candidats pilotes de chasse sont aux États-Unis dont un qui commencera en janvier 2012 les cours d'introduction aux principes fondamentaux de la chasse. Les 4 premiers sont livrés, avec retard, le 11 juillet 2015.
Six C-130J Hercules sont en commande, le premier d'entre eux a fait son premier vol en sortie d'usine au début de septembre 2012.

## Marine irakienne
La marine irakienne, qui avait été quasiment détruite lors des guerres précédentes, dispose de la base navale de Umm Qasr qui sera agrandie avec l'aide du Corps du génie de l'armée des États-Unis. Son rôle est actuellement limité à surveillance des côtes et des installations pétrolières off-shore.
Son effectif est en 2010 de 1 500 marins et officiers, incluant 800 hommes du bataillon naval irakien (infanterie de marine) gardant les plates-formes pétrolières. En 2012, celui-ci est passé à 3 600 hommes.
Sa flotte est composée en 2010 des navires suivant :
- 4 patrouilleurs italiens Saettia dérivé de la classe Diciotti déplaçant 393 tonnes pour 53,4 m de long armé d'un Otobreda de 25 mm. immatriculé de PS 702 à PS 704;
- 5 patrouilleurs Predator chinois (nom local : Al Uboor) achetés en 2002 sous le régime bassiste qui furent livrés après la chute de celui-ci;
- 15 patrouilleurs Swiftships Model 35PB1208 E-1455 américains de 35 m de long équipés d'un canon automatique de 30 mm et de mitrailleuses lourdes livrés entre le 26 septembre 2010 et 2011;
- 24 bateaux d'attaque rapides
- 10 patrouilleurs de rivière (PBR);
- 26 patrouilleurs Defender;
- 10 bateaux semi-rigides
- 1 bateau piquet-radar; le Al Shams.

## Problèmes
Cette jeune armée a, en 2008, des problèmes structurels :
- problèmes de matériel : malgré la livraison d'équipement par des pays amis, les forces irakiennes sont dotées de matériels et d'armes datant pour la majorité d'avant la guerre du golfe de 1990/1991 et n'a pas suffisamment accès aux équipements occidentaux de combat (gilets pare-balles, jumelles de vision nocturne, Talkie-walkie...).

- problème de logistique : le soutien est essentiellement américain, le Ministère de la Défense irakien peinant à organiser le transport du ravitaillement jusqu’à des villes comme Mossoul.

- problème de confiance : les forces irakiennes acceptent d’intervenir en 1er échelon si elles se sentent soutenues et couvertes par les unités de la coalition.

- problèmes institutionnels divers : les rivalités entre la Police Nationale et l’Armée, entre la première et les forces de police locale, entre chefs, entre factions, continuent de miner l’efficacité opérationnelle de la 2e division irakienne

- L’absentéisme est un problème dans la mise sur pied de la nouvelle armée professionnelle irakienne. Bien que la règle nationale soit d'une semaine de permission pour trois semaines de service en campagne, certaines unités, comme la 2e DI, pratiquent un timing d'une semaine de permission pour deux semaines de service[64].

En 2014, l’offensive des forces de Daech (sunnites) a démontré des problèmes de motivation de forces supérieures en nombre qui se sont débandées face à l’ennemi.

## Donations et achats de matériels
Trois contrats ont été signés en 2008 avec les États-Unis portant respectivement sur des forces mécanisées incluant notamment 140 chars M-1A1M de seconde main dont la livraison s'effectue entre août 2010 et le début de septembre 2012 pour 860 millions de dollars, financée pour moitié par les autorités irakiennes et pour l’autre grâce à l’aide financière américaine. L'objectif est d'en acquérir finalement 700,,,,, des Humvee, des camions HEMTT et des postes de commandement M-577; des transports de troupes (392 8x8 Stryker dont 352 avec tourelle de 25 mm) ; et enfin 24 hélicoptères (Bell 407 ou AH-64 Apache), incluant des missiles Hellfire, 565 mortiers de 120 mm, 665 mortiers de 81 mm). L'ensemble représente plus de 7,5 milliards de dollars.
Le 25 mars 2009, un contrat d'achat de 24 hélicoptères EC-135 d'Eurocopter pour environ 360 millions d'euros a été signé.
Les forces américaines ont transféré le 5 000e HMMWV le 22 avril 2009 aux forces irakiennes, ils en ont un total de 8 000 en juillet 2009.
Le 9 octobre 2012, la Russie annonce qu'une série de contrats d'armements à hauteur de 4,2 milliards de dollars ont été signés. Le quotidien économique russe Vedomosti mentionnait notamment 30 hélicoptères Mi-28 et 42 systèmes de missiles sol-air Pantsir-S1 mais en novembre 2013, ce sont des Mi-24 qui ont commencé à être livrés.

## Armement léger
Les armes de la nouvelle Armée irakienne proviennent d'achats (avant 2003), de « dons » (2003-présent) ou des arsenaux irakiens. La plupart de ces armes ont connu la guerre Iran-Irak, la guerre du Golfe puis la guerre d'Irak et équipent aussi la police nationale irakienne comme les groupes de la guérilla irakienne :
- Armes de poing :
  - en 7,62 mm TT-33 de 7,62 mm( Union soviétique).
  - en 9 mm Parabellum : Pistolet Tariq ( Irak), Sig P226 ( Suisse), Beretta M9 ( États-Unis) CZ-99 ( Serbie) et Glock 17 / 19 ( Autriche.

Les G17 et G19 servent aussi dans la PNI.
- Pistolet-mitrailleur : Skorpion Vz. 68 ( Tchécoslovaquie/ République tchèquepour les armes « données ») de 9 mm Parabellum et PM-84P de 9 mm Parabellum
- Fusil d'assaut :
  - en 7,62x39 mm : Carabine SKS-45/AK-47 ( Union soviétique/Pacte de Varsovie/ Bulgarie pour les armes « données »), AKM (AK-63/ Hongrie et AIM/AIMS Roumanie pour les armes « données »), Fusil Type 56 Chine, Zastava M70( Yougoslavie), sa version fusil d'assaut Tabuk ( Irak) et Vz.58 ( Tchécoslovaquie).
  - en 5,56 × 45 mm : fusil d'assaut Tabuk ( Irak, rare en ce calibre) M-16A4/M-4A1 ( États-Unis) et Zastava M21 ( Serbie).
  - en 5,45x39 mm : Kbk wz. 1988 Tantal ( Pologne.

La plupart de ces FA sont munis de lance-grenade M-203 de 40 mm . Les M16A4/M4A1 sont réservés aux Forces spéciales irakiennes.
- Fusils de précision : Tabuk Sniper de 7,62 mm russe ( Irak), Fusil de Sniper Al-Kadisa, SVD Dragunovv de 7,62 mm Russe et M-24A1 de 7, 2X51 mm.
- Lance-grenades et lance-roquettes : Mk-19 de 40 mm, 150 M-79 de 40 mm, RPG-7 ( Union soviétique/Pacte de Varsovie) de 85 mm, Type 69 ( Chine) de 85 mm et 160 M-90 de 120 mm.
- Fusils-mitrailleurs et mitrailleuses légères : RPK de 7,62x39 mm ( Union soviétique/Pacte de Varsovie), RPD de 7,62x39 mm ( Union soviétique/Pacte de Varsovie), FM Type 56 ( Chine), Zastava M72( Yougoslavie), sa version AL-Quds ( Irak), tous deux en 7,62x39 mm, Saco M-60 de 7,62 × 51 mm ( États-Unis), M-249 SAW de 5,56x45 mm ( États-Unis), PKM de 7,62 mm Russe ( Union soviétique/Pacte de Varsovie) et Zastava M84 7,62 mm russe ( Yougoslavie).

### Sources
- Assaut no 41, juin 2009
- http://www.mnf-iraq.com/
- http://www.dvidshub.net/
- http://www.dvidshub.net/?script=pubs/pubs_recent.php
- « http://www.mnstci.iraq.centcom.mil/advisor.htm »(Archive.org • Wikiwix • Archive.is • Google • Que faire ?) (consulté le 8 avril 2013)
- http://www.longwarjournal.org/oob/index.php
- « FDD's Long War Journal », sur FDD's Long War Journal (consulté le 15 août 2020)
- ericc, « L’Irak 5 ans après », sur canalblog.com, Les Amis de la droite Américaine, 19 mars 2008 (consulté le 15 août 2020)
- ericc, « Le point sur l’Armée irakienne, décembre 2007 », sur canalblog.com, Les Amis de la droite Américaine, 10 décembre 2007 (consulté le 15 août 2020)
- GOP France, « Entraînement des scouts de Ramadi », sur canalblog.com, Les Amis de la droite Américaine, 21 août 2007 (consulté le 15 août 2020)
- GOP France, « L'armée irakienne fait ses preuves », sur canalblog.com, Les Amis de la droite Américaine, 16 août 2007 (consulté le 15 août 2020)
- http://gopfrance.canalblog.com/archives/2007/04/14/4618250.html
- http://gopfrance.canalblog.com/archives/2007/03/08/4250223.html
- http://gopfrance.canalblog.com/archives/2007/03/07/4236462.html
- « kurd.eu/info/1122884487.html »(Archive.org • Wikiwix • Archive.is • Google • Que faire ?)
- http://www.usmc.mil/marinelink/mcn2000.nsf/main5/C8B65823BAEB0F7A85257410005135A7?opendocument